# Lady Gaga
Stefani Joanne Angelina Germanotta (/ˈstɛfəni ˌdʒɜːrməˈnɒtə/ ⓘ STEF-ən-ee JUR-mə-NOT-ə; sinh ngày 28 tháng 3 năm 1986), thường được biết đến với nghệ danh Lady Gaga, là một nữ ca sĩ kiêm nhạc sĩ sáng tác bài hát và diễn viên người Mỹ. Cô nổi danh qua việc đổi mới hình tượng bản thân và linh hoạt giữa ca hát và diễn xuất trong ngành công nghiệp giải trí. Gaga đã bắt đầu biểu diễn từ khi còn là một thiếu niên, đi hát tại các đêm nhạc open mic và tham gia diễn xuất trong các vở kịch ở trường. Cô theo học tại học viện Collaborative Arts Project 21, trực thuộc Trường Nghệ thuật Tisch của Đại học New York, trước khi bỏ học để theo đuổi sự nghiệp âm nhạc. Sau khi Def Jam Recordings hủy bỏ hợp đồng với Gaga, cô trở thành nhạc sĩ cho Sony/ATV Music Publishing và tại đây cô ký kết một thỏa thuận chung với Interscope Records và KonLive Distribution vào năm 2007. Gaga có bước đột phá vang dội vào năm tiếp theo với album phòng thu đầu tay, The Fame, cùng những đĩa đơn đứng đầu bảng xếp hạng như "Just Dance" và "Poker Face". Album này sau đó được tái phát hành với EP The Fame Monster (2009), trong đó có các đĩa đơn thành công như "Bad Romance", "Telephone" và "Alejandro".
Năm album thành công của Gaga đều đứng đầu bảng xếp hạng Billboard 200 của Mỹ. Album phòng thu thứ hai của cô, Born This Way (2011) có sử dụng thể loại nhạc rock điện tử và techno-pop đã bán được hơn một triệu bản trong tuần đầu tiên phát hành. Ca khúc chủ đề trở thành bài hát bán chạy nhất trên iTunes Store nhờ vào hơn một triệu lượt tải xuống trong vòng chưa đầy một tuần. Tiếp sau album thứ ba mang âm hưởng EDM Artpop (2013) với đĩa đơn chủ đạo "Applause", Gaga cho phát hành album nhạc jazz Cheek to Cheek (2014) hợp tác với Tony Bennett và album soft rock Joanne (2016). Kể từ đó, cô bắt đầu dấn thân vào diễn xuất và giành được nhiều giải thưởng từ các vai chính trong miniseries Truyện kinh dị Mỹ: Khách sạn (2015–2016) và bộ phim âm nhạc Vì sao vụt sáng (2018). Cô tham gia vào sáng tác cho album nhạc phim của Vì sao vụt sáng, trong đó có ca khúc đứng đầu bảng xếp hạng "Shallow", và nó đã giúp cô trở thành người phụ nữ đầu tiên giành được giải Oscar, giải BAFTA, giải Quả cầu vàng và giải Grammy trong cùng một năm. Gaga trở lại với thể loại dance-pop trong album phòng thu thứ sáu của mình tên là Chromatica (2020) cùng với đĩa đơn quán quân "Rain on Me". Nữ ca sĩ tái hợp với Bennett để thực hiện album hợp tác thứ hai và cũng là cuối cùng của họ, Love for Sale (2021). Sau đó, cô đưa yếu tố nhạc dance công nghiệp vào album phòng thu thứ tám sắp ra mắt của mình mang tên Mayhem (2025), trong đó có đĩa đơn đứng đầu bảng xếp hạng "Die with a Smile".
Với doanh số ước tính khoảng 170 triệu đĩa, Gaga trở thành một trong những nghệ sĩ âm nhạc bán đĩa nhạc chạy nhất thế giới và là nữ nghệ sĩ duy nhất có 4 đĩa đơn mà mỗi đĩa đã bán được ít nhất 10 triệu bản trên toàn cầu. Các thành tựu của cô bao gồm 13 giải Grammy, hai giải Quả cầu vàng, 18 giải Video âm nhạc của MTV, giải thưởng từ Đại sảnh Danh vọng Nhạc sĩ và Hội đồng Các nhà thiết kế thời trang Hoa Kỳ, đồng thời được Billboard vinh danh là Nghệ sĩ của năm (2010) và Người phụ nữ của năm (2015). Gaga cũng được góp mặt vào nhiều bảng xếp hạng quyền lực của Forbes và xếp thứ tư trong danh sách Những người phụ nữ vĩ đại nhất trong âm nhạc của VH1 (2012). Time đã vinh danh cô là một trong 100 người có ảnh hưởng nhất trên thế giới vào năm 2010 và 2019, cũng như xếp cô vào danh sách 100 biểu tượng thời trang mọi thời đại của họ. Những hoạt động thiện nguyện và xã hội của Gaga tập trung chủ yếu vào việc nâng cao nhận thức về sức khỏe tâm thần và ủng hộ quyền LGBT; cô thành lập tổ chức phi lợi nhuận riêng có tên là Quỹ Born This Way, nhằm hỗ trợ cho sức khỏe tinh thần của thanh niên. Gaga còn tham gia vào lĩnh vực kinh doanh với thương hiệu mỹ phẩm thuần chay mang tên Haus Labs ra mắt vào năm 2019.

## Cuộc đời và sự nghiệp

### 1986–2004: Thiếu thời
Stefani Joanne Angelina Germanotta sinh ngày 28 tháng 3 năm 1986 tại Bệnh viện Lenox Hill ở Manhattan, Thành phố New York, trong một gia đình Công giáo thuộc tầng lớp thượng trung lưu. Cả cha và mẹ cô đều có tổ tiên là người Ý. Mẹ cô là Cynthia Louise (nhũ danh Bissett) làm nghề từ thiện và giám đốc kinh doanh, còn cha cô là doanh nhân Internet Joseph Germanotta, và cô có một người em gái tên là Natali. Gaga lớn lên ở khu Upper West Side của Manhattan, cô cho biết trong một cuộc phỏng vấn rằng cha mẹ cô xuất thân từ gia đình thuộc tầng lớp thấp hơn và đã làm việc chăm chỉ để có được mọi thứ như ngày hôm nay. Từ năm 11 tuổi, cô đã theo học tại trường Công giáo La Mã tư thục dành cho nữ sinh Convent of the Sacred Heart. Gaga mô tả bản thân là "rất kiên trì, rất chăm chỉ và rất có kỷ luật" nhưng cũng "hơi thiếu tự tin" khi còn học trung học. Cô tự thấy mình không phù hợp và thường bị chế giễu vì "quá gợi cảm hoặc quá kỳ cục".
Gaga bắt đầu chơi piano từ lúc bốn tuổi sau khi mẹ cô đòi hỏi cô phải trở thành "một thiếu nữ có trình độ văn hóa", và cô đã theo học piano và luyện tập suốt cả thời thơ ấu của mình. Những bài học này đã dạy cho Gaga cách sáng tác nhạc bằng thính giác, điều mà cô thích làm hơn là việc đọc phổ nhạc. Cha mẹ Gaga khuyến khích cô theo đuổi âm nhạc và đăng ký cho cô tham gia Trại Nghệ thuật Sáng tạo. Khi còn là thiếu niên, cô đã biểu diễn tại các đêm nhạc open mic. Gaga đảm nhận vai chính Adelaide trong vở kịch Guys and Dolls và vai Philia trong vở kịch A Funny Thing Happened on the Way to the Forum tại trường trung học Regis. Cô cũng học diễn xuất nhập tâm tại Học viện Sân khấu và Điện ảnh Lee Strasberg trong khoảng 10 năm. Tuy nhiên, Gaga đã thử vai không thành công cho các chương trình ở New York kể cả cô có đóng một vai nhỏ là học sinh trung học trong tập phim năm 2001 của series The Sopranos có nhan đề "The Telltale Moozadell". Cô sau đó chia sẻ về niềm yêu thích âm nhạc của mình:
Tôi không biết chính xác niềm đam mê âm nhạc của mình bắt nguồn từ đâu, nhưng đó là thứ dễ dàng đến với tôi nhất. Khi tôi chỉ mới ba tuổi, thậm chí là còn nhỏ hơn, mẹ tôi luôn kể câu chuyện xấu hổ về việc tôi phải rướn người lên để chơi những phím đàn như thế này bởi vì tôi còn quá nhỏ và thấp lùn để mà vươn tới tất cả những phím đàn. Tôi chỉ chơi được những phím ở phía bên dưới ... Tôi chơi piano thực sự rất giỏi, cho nên bản năng ban đầu của tôi là tập trung rất nhiều vào việc luyện tập đàn piano. Có thể tôi không phải là một vũ công bẩm sinh, nhưng tôi là một nhạc sĩ bẩm sinh. Đó là điều tôi tin rằng mình giỏi nhất.

Ở tuổi 17 vào năm 2003, Gaga trở thành một trong số hai mươi người được nhập học sớm vào trường âm nhạc Collaborative Arts Project 21 trực thuộc Trường Nghệ thuật Tisch của Đại học New York (NYU). Cô đã từng nghiên cứu về âm nhạc và cải thiện kỹ năng sáng tác của mình bằng việc viết các bài luận về nghệ thuật, tôn giáo, các vấn đề xã hội và chính trị, bao gồm cả luận văn về các nghệ sĩ đại chúng. Tuy nhiên, ở tuổi 19 vào năm 2005, Gaga đã nghỉ học đại học năm thứ hai để tập trung vào sự nghiệp âm nhạc và mong muốn được hồi sinh lại dòng nhạc pop lúc bấy giờ. Cô cũng vào vai một khách hàng ngây thơ không hề hay biết mình đang bị đùa giỡn trong chương trình truyền hình thực tế chơi khăm Boiling Points của MTV.
Trong một cuộc phỏng vấn vào năm 2014, Gaga tiết lộ rằng cô đã bị xâm hại năm 19 tuổi và sau đó phải trải qua trị liệu tâm lý và vật lý để giúp cô hồi phục. Cô bị mắc chứng rối loạn căng thẳng sau sang chấn (PTSD) và cho rằng nguyên nhân là do sự việc đó, đồng thời cô ghi nhận sự hỗ trợ từ phía các bác sĩ, gia đình và bạn bè đã giúp cô vượt qua khó khăn. Sau đó, Gaga còn tiết lộ thêm về việc cô bị hãm hiếp rằng "kẻ cưỡng hiếp tôi đã làm tôi có thai và bỏ mặc tôi ở xó nhà của bố mẹ tôi do tôi bị nôn mửa và phát ốm. Bởi vì tôi đã bị cưỡng hiếp nên tôi đã bị nhốt trong căn hộ riêng suốt nhiều tháng trời."

### 2005–2007: Khởi đầu sự nghiệp
Năm 2005, Gaga đã thu âm hai bài hát cùng với nghệ sĩ hip-hop Melle Mel cho một cuốn sách nói đi kèm theo cuốn tiểu thuyết dành cho trẻ em có tựa đề The Portal in the Park. Cô cũng thành lập một ban nhạc mang tên SGBand cùng một số người bạn từ NYU. Họ biểu diễn tại nhiều sự kiện âm nhạc ở New York và trở thành một phần không thể thiếu của âm nhạc tại các câu lạc bộ ở khu Lower East Side. Sau sự kiện New Songwriters Showcase của Đại sảnh Danh vọng Nhạc sĩ tại the Cutting Room vào tháng 6 năm 2006, nhà tuyển trạch tài năng Wendy Starland đã giới thiệu Gaga cho nhà sản xuất âm nhạc Rob Fusari. Fusari chính là người đã hợp tác với Gaga và hàng ngày đi từ New Jersey đến New York để giúp cô phát triển các bài hát và sáng tác nhạc mới. Nhà sản xuất này cho biết họ bắt đầu hẹn hò vào tháng 5 năm 2006 và tự nhận mình là người đầu tiên gọi cô là "Lady Gaga," bắt nguồn từ bài hát "Radio Ga Ga" của Queen. Mối quan hệ của họ kéo dài cho tới tháng 1 năm 2007.

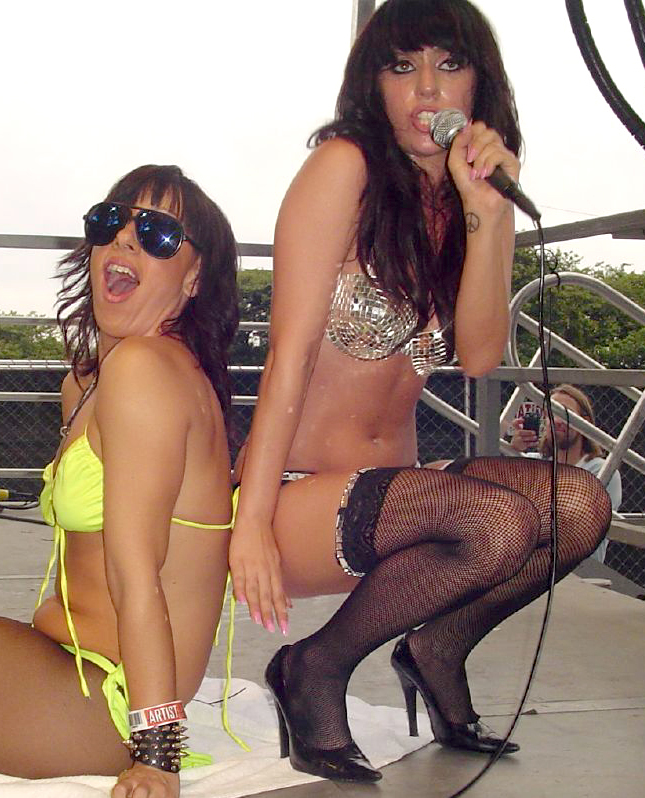
Gaga (phải) biểu diễn tại Lollapalooza cùng Lady Starlight (trái) vào năm 2007

Fusari và Gaga thành lập một công ty có tên "Team Lovechild, LLC" nhằm thúc đẩy sự nghiệp của cô. Họ đã thu âm và sản xuất các ca khúc mang thể loại electropop và gửi chúng đến các nhà điều hành ngành công nghiệp âm nhạc. Người đứng đầu bộ phận Tìm kiếm và quản lý nghệ sĩ (A&R) tại hãng thu âm Def Jam Recordings là Joshua Sarubin đã phản hồi tích cực và sau khi được sự chấp thuận từ ông chủ của Sarubin là Antonio "L.A." Reid, Gaga đã ký hợp đồng với hãng thu Def Jam vào tháng 9 năm 2006. Tuy nhiên, hợp đồng giữa cô và Def Jam ngắn ngủi, cô bị hãng đĩa chấm dứt hợp đồng sau ba tháng vào đầu năm 2007. Gaga bắt đầu biểu diễn tại các chương trình neo-burlesque mà cô cho đó là đại diện cho sự tự do. Trong thời gian này, cô gặp nghệ sĩ biểu diễn đã giúp định hình nên hình tượng trên sân khấu của cô là Lady Starlight. Cặp đôi này bắt đầu biểu diễn tại các tụ điểm câu lạc bộ ở trung tâm thành phố như Mercury Lounge, the Bitter End và Rockwood Music Hall. Tiết mục nghệ thuật trình diễn trực tiếp "Lady Gaga and the Starlight Revue" (hay còn được quảng cáo là "The Ultimate Pop Burlesque Rockshow") của họ là sự tôn vinh dành cho những màn trình diễn tạp kỹ của thập niên 1970. Bọn họ còn biểu diễn tại lễ hội âm nhạc Lollapalooza vào năm 2007.
Lúc đầu Gaga tập trung vào nhạc dance điện tử tiên phong, nhưng sau đó cô kết hợp thêm cả giai điệu pop và phong cách glam rock của David Bowie và Queen vào các bài hát của mình. Trong khi Gaga và Starlight biểu diễn, Fusari tiếp tục phát triển những bài hát mà ông đã tạo ra cùng cô, và gửi đến nhà sản xuất kiêm giám đốc điều hành thu âm Vincent Herbert. Tháng 11 năm 2007, Herbert ký hợp đồng chiêu mộ Gaga vào hãng đĩa chi nhánh trực thuộc Interscope Records của mình là Streamline Records vừa mới được thành lập trong tháng đó. Gaga sau này công nhận Herbert là người đã phát hiện ra chính cô. Sau khi Gaga trở thành nhạc sĩ học việc trong thời gian thực tập tại Famous Music Publishing, cô đã ký một thỏa thuận xuất bản âm nhạc với Sony/ATV. Kết quả là cô đã được thuê để viết nhạc cho Britney Spears, New Kids on the Block, Fergie và the Pussycat Dolls. Tại Interscope, nhạc sĩ Akon đã rất ấn tượng với khả năng ca hát của Gaga sau khi cô hát tham khảo cho một trong những ca khúc của anh trong phòng thu. Akon đã thuyết phục chủ tịch kiêm CEO của Interscope Geffen A&M Records (một công ty con của Def Jam) là Jimmy Iovine để hình thành một thỏa thuận chung rằng Gaga cũng được ký hợp đồng với hãng đĩa của nam ca sĩ là KonLive, biến cô trở thành "ngôi sao chủ chốt" của anh.
Cuối năm 2007, Gaga gặp nhạc sĩ kiêm nhà sản xuất RedOne. Cô đã hợp tác với anh trong phòng thu ghi âm suốt một tuần để thực hiện album đầu tay của mình. Sau đó, Gaga ký hợp đồng với hãng thu chi nhánh thuộc Interscope là Cherrytree Records do nhà sản xuất và nhạc sĩ Martin Kierszenbaum sáng lập; cô cũng viết bốn bài hát cùng với Kierszenbaum. Mặc dù đã có được hợp đồng thu âm nhưng Gaga từng lên tiếng trước một số đài phát thanh cho rằng âm nhạc của cô quá "táo bạo", "thiên về nhạc dance" và "underground" đối với thị trường chính thống. Và rồi, cô đã đáp trả lại: "Tên tôi là Lady Gaga, tôi đã có mặt trên sân khấu âm nhạc từ nhiều năm, và tôi đang nói với bạn, đây chính là điều kế tiếp."

### 2008–2010: Đột phá vớiThe FamevàThe Fame Monster
Đến năm 2008, Gaga chuyển tới Los Angeles để làm việc sát sao với hãng đĩa của mình nhằm hoàn thành album đầu tay, The Fame, và thành lập một đội ngũ sáng tạo riêng cho mình có tên Haus of Gaga, được lấy cảm hứng từ The Factory của Andy Warhol. The Fame được phát hành vào ngày 19 tháng 8 năm 2008, đạt vị trí quán quân ở Áo, Canada, Đức, Ireland, Thụy Sĩ và Anh Quốc, cũng như lọt vào top 5 ở Úc và Mỹ. Hai đĩa đơn đầu tiên của album, "Just Dance" và "Poker Face", đạt vị trí thứ nhất tại Mỹ, Úc, Canada và Anh Quốc. "Poker Face" cũng đã trở thành đĩa đơn bán chạy nhất thế giới vào năm 2009, với 9,8 triệu bản được bán ra trong năm đó và đạt kỷ lục 83 tuần có mặt trên bảng xếp hạng Digital Songs của tạp chí Billboard. Ba đĩa đơn khác gồm có "Eh, Eh (Nothing Else I Can Say)", "LoveGame" và "Paparazzi" đều được đã được phát hành từ album này; Riêng "Paparazzi" thì đạt được vị trí số một tại Đức. Phiên bản remix của các đĩa đơn từ The Fame ngoại trừ "Eh, Eh (Nothing Else I Can Say)" nằm trong Hitmixes ra mắt vào tháng 8 năm 2009. Tại giải Grammy lần thứ 52, The Fame và "Poker Face" lần lượt giành được giải thưởng Album nhạc điện tử/dance xuất sắc nhất và Thu âm nhạc dance xuất sắc nhất.

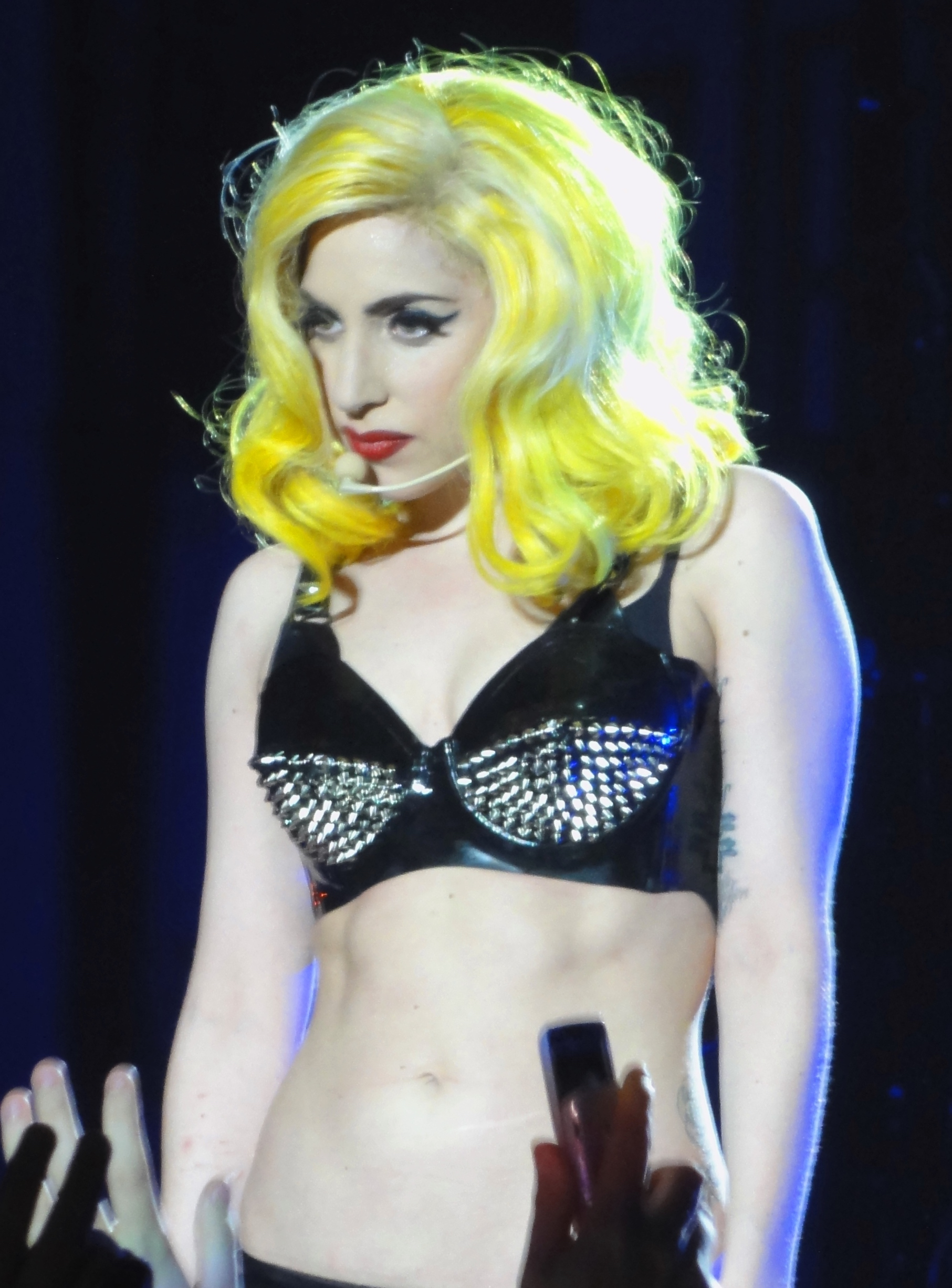
Gaga trong The Monster Ball Tour vào năm 2010. Chuyến lưu diễn này đã thu về 227 triệu USD và trở thành tour diễn có doanh thu cao nhất mà một nghệ sĩ mới ra mắt tự tổ chức biểu diễn.

Sau khi Gaga biểu diễn mở màn trong chuyến lưu diễn Doll Domination Tour của the Pussycat Dolls vào năm 2009 tại châu Âu và châu Đại Dương, cô đã tự tổ chức chuyến lưu diễn toàn cầu của mình mang tên The Fame Ball Tour kéo dài từ tháng 3 đến tháng 9 năm 2009. Trong suốt thời gian đi lưu diễn khắp nơi trên thế giới, cô đã viết tám bài hát mới cho album tái phát hành của The Fame, tên gọi là The Fame Monster. Những ca khúc mới này cũng được phát hành dưới dạng một EP độc lập vào ngày 18 tháng 11 năm 2009. Đĩa đơn đầu tiên "Bad Romance" được phát hành trước đó một tháng và đạt vị trí thứ nhất tại Canada và Anh Quốc cũng như vị trí thứ hai tại Mỹ Úc và New Zealand. Ca khúc "Telephone" hợp tác với Beyoncé sau đó trở thành đĩa đơn thứ hai trong EP và là đĩa đơn thứ tư của Gaga đứng đầu bảng xếp hạng ở Anh Quốc. Đĩa đơn thứ ba là "Alejandro" đạt vị trí quán quân ở Phần Lan từng gây tranh cãi vì video âm nhạc của nó bị Liên đoàn Công giáo xem là báng bổ tôn giáo. Cả hai bài hát này đều đạt top 5 tại Mỹ. Video cho "Bad Romance" đã trở thành video được xem nhiều nhất trên YouTube vào tháng 4 năm 2010 và vào tháng 10 cùng năm, Gaga trở thành người đầu tiên có hơn 1 tỷ lượt xem tổng cộng. Tại giải Video âm nhạc của MTV năm 2010, cô đã thắng được 8 giải thưởng từ 13 đề cử, trong đó có Video của năm cho "Bad Romance". Cô là nghệ sĩ được đề cử nhiều nhất trong một năm và là người phụ nữ đầu tiên nhận được hai đề cử cho Video của năm tại cùng một lễ trao giải. The Fame Monster giành giải Grammy cho Album giọng pop xuất sắc nhất, còn "Bad Romance" giành giải Trình diễn giọng pop nữ xuất sắc nhất và Video âm nhạc hình thái ngắn xuất sắc nhất tại giải Grammy lần thứ 53.
Năm 2009, Gaga đã lập kỷ lục 150 tuần có mặt trên UK Singles Chart và trở thành nghệ sĩ nữ được tải xuống nhiều nhất trong một năm ở Mỹ, với 11,1 triệu lượt tải về được tiêu thụ, và từ đó cô đã ghi danh vào Sách Kỷ lục Guinness. Trên toàn thế giới, The Fame và The Fame Monster đã bán được hơn 15 triệu bản, riêng The Fame Monster đã trở thành album bán chạy thứ hai trong năm 2010. Sự thành công này đã giúp cho Gaga thuận lợi bắt đầu chuyến lưu diễn vòng quanh thế giới thứ hai của mình mang tên The Monster Ball Tour và phát hành The Remix, đó là bản thu cuối cùng của cô với hãng Cherrytree Records và được coi là một trong những album remix bán chạy nhất mọi thời đại. The Monster Ball Tour diễn ra từ tháng 11 năm 2009 đến tháng 5 năm 2011 và thu về tổng cộng 227,4 triệu USD, trở thành tour diễn có doanh thu cao nhất đối với một nghệ sĩ mới ra mắt tự tổ chức biểu diễn. Những buổi diễn tại Madison Square Garden ở thành phố New York đã được ghi hình cho một chương trình truyền hình đặc biệt của HBO mang tên Lady Gaga Presents the Monster Ball Tour: At Madison Square Garden. Gaga cũng biểu diễn các bài hát từ album của mình tại Royal Variety Performance 2009, giải Grammy lần thứ 52 và giải Brit năm 2010. Trước khi Michael Jackson qua đời, Gaga dự kiến góp mặt vào chuỗi buổi hòa nhạc This Is It bị hủy bỏ của ông tại O2 Arena ở Anh Quốc.
Trong giai đoạn này, Gaga đã mở rộng hoạt động kinh doanh của mình, hợp tác với công ty sản xuất thiết bị điện tử tiêu dùng Monster Cable Products nhằm tạo ra tai nghe nhét tai có đính đá quý mang tên Heartbeats by Lady Gaga. Cô còn hợp tác với Polaroid vào tháng 1 năm 2010 trong vai trò giám đốc sáng tạo và ra mắt một bộ sản phẩm chụp ảnh có tên là Grey Label. Sự hợp tác của nữ ca sĩ với nhà sản xuất thu âm trước đây và cũng là bạn trai cũ Rob Fusari của cô đã dẫn đến một vụ kiện tụng chống lại đội ngũ sản xuất Mermaid Music LLC của cô. Trong thời điểm này, Gaga đã được xét nghiệm dương tính với bệnh lupus ban đỏ hệ thống, nhưng cô khẳng định mình không bị các triệu chứng làm ảnh hưởng và hy vọng vẫn duy trì được một lối sống lành mạnh.

### 2011–2014:Born This Way,ArtpopvàCheek to Cheek
Tháng 2 năm 2011, Gaga phát hành đĩa đơn chủ đạo "Born This Way" nằm trong album phòng thu cùng tên của cô. Bài hát đã bán được hơn một triệu bản chỉ trong vòng năm ngày, xác lập kỷ lục Guinness thế giới cho đĩa đơn bán chạy nhất trên iTunes trong thời gian nhanh nhất. "Born This Way" ra mắt ở ngay vị trí đầu bảng tại bảng xếp hạng Billboard Hot 100, trở thành đĩa đơn quán quân thứ 1.000 trong lịch sử bảng xếp hạng này. Đĩa đơn thứ hai "Judas" được phát hành hai tháng sau đó, và "The Edge of Glory" được chọn làm đĩa đơn thứ ba. Cả hai đều lọt vào top 10 ở Mỹ và Anh Quốc. Khác với những tác phẩm trước đó của cô, video âm nhạc "The Edge of Glory" có chứa cảnh cô nhảy múa trên cầu thang thoát hiểm và đi bộ trên một con phố vắng vẻ mà không có vũ đạo phức tạp và vũ công phụ trợ.

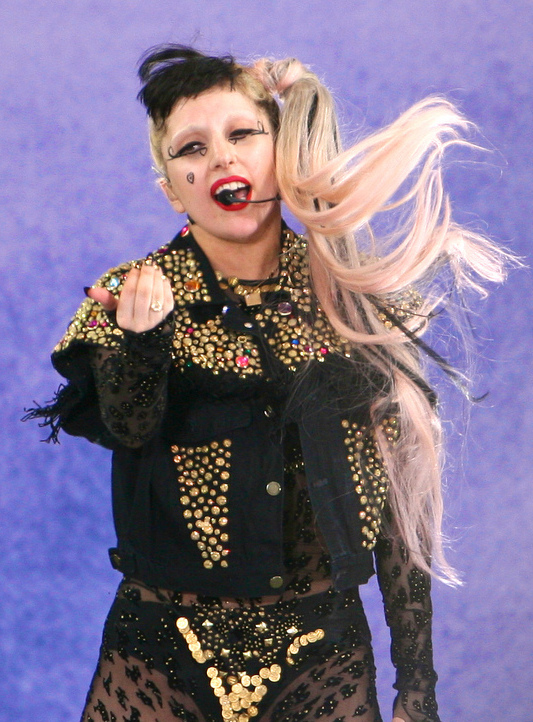
Gaga quảng bá album Born This Way bằng màn trình diễn trên chương trình Good Morning America vào năm 2011

Album Born This Way được phát hành vào ngày 23 tháng 5 năm 2011, đứng đầu bảng xếp hạng Billboard 200 với doanh số tuần đầu tiên là 1,1 triệu bản. Nó đã bán được 8 triệu bản trên toàn thế giới và nhận được ba đề cử Grammy, trong đó gồm cả đề cử Album của năm và đây cũng là lần thứ ba Gaga nhận được đề cử này. Rolling Stone xếp Born This Way vào danh sách "500 album vĩ đại nhất mọi thời đại" vào năm 2020. Hai đĩa đơn tiếp theo của Born This Way là "You and I" và "Marry the Night", đạt vị trí cao nhất lần lượt là ở thứ 6 và thứ 29 trên bảng xếp hạng Mỹ. Bài hát "Bloody Mary" vốn bị loại khỏi album, sau đó trở thành một thành công lớn và được phát hành làm đĩa đơn riêng vào năm 2022. Trong quá trình ghi hình video âm nhạc cho "You and I", Gaga đã gặp và bắt đầu hẹn hò với nam diễn viên đã đóng vai người yêu của cô trong MV là Taylor Kinney vào tháng 7 năm 2011. Cô cũng bắt đầu chuyến lưu diễn Born This Way Ball vào tháng 4 năm 2012, lúc đầu dự kiến sẽ kết thúc vào tháng 3 năm sau nhưng đành phải kết thúc sớm hơn một tháng bởi vì Gaga đã hủy bỏ các đêm diễn còn lại do bị dính chân thương rách sụn viền của hông bên phải và cần phải phẫu thuật. Mặc dù số tiền hoàn lại cho những đêm diễn bị hủy bỏ ước tính lên đến 25 triệu USD, nhưng chuyến lưu diễn đã thu về tổng cộng 183,9 triệu USD trên toàn cầu.
Cũng trong năm 2011, Gaga đã hợp tác với Tony Bennett trong ca khúc "The Lady Is a Tramp" phiên bản nhạc jazz, với Elton John trong ca khúc "Hello Hello" nằm trong bộ phim hoạt hình Gnomeo & Juliet, và cùng với The Lonely Island và Justin Timberlake trong bài "3-Way (The Golden Rule)". Cô cũng tổ chức một buổi hòa nhạc tại Sydney Town Hall ở Úc cùng năm nhằm quảng bá cho Born This Way và kỷ niệm sinh nhật lần thứ 65 của cựu Tổng thống Hoa Kỳ Bill Clinton. Tháng 11, Gaga xuất hiện trong một chương trình truyền hình đặc biệt dành cho Lễ Tạ ơn mang tên A Very Gaga Thanksgiving, thu hút 5,7 triệu người xem tại Hoa Kỳ và dẫn đến việc phát hành EP thứ tư của cô có tựa đề A Very Gaga Holiday. Năm 2012, Gaga xuất hiện dưới dạng khách mời với phiên bản hoạt hình của chính cô trong một tập phim của The Simpsons mang tên "Lisa Goes Gaga", cũng như ra mắt dòng nước hoa đầu tiên của mình mang tên Lady Gaga Fame, sau đó là dòng nước hoa thứ hai Eau de Gaga vào năm 2014.
Gaga bắt đầu thực hiện album phòng thu thứ ba mang tên Artpop vào đầu năm 2012, trong thời gian diễn ra chuyến lưu diễn Born This Way Ball; cô tạo ra album này nhằm mang lại cảm giác "như một đêm tại câu lạc bộ". Tháng 8 năm 2013, Gaga phát hành đĩa đơn chủ đạo của album "Applause", đạt vị trí thứ nhất tại Hungary, thứ 4 tại Hoa Kỳ và thứ 5 tại Anh Quốc. Video lời bài hát cho "Aura" nằm trong album này đã được phát hành vào tháng 10 nhằm đồng hành với bộ phim Machete Kills do Robert Rodriguez làm đạo diễn, trong đó cô đóng vai một sát thủ tên là La Chameleon. Bộ phim này nhận về nhiều đánh giá trái chiều và chỉ kiếm được chưa tới một nửa ngân sách 33 triệu USD. Đĩa đơn thứ hai trong Artpop là Do What U Want" có sự góp giọng của R. Kelly và được phát hành vào cuối tháng đó, đứng đầu bảng xếp hạng tại Hungary và đạt vị trí thứ 13 tại Hoa Kỳ. Artpop được phát hành vào ngày 6 tháng 11 năm 2013 và nhận về những đánh giá trái chiều. Helen Brown của The Daily Telegraph đã chỉ trích Gaga vì việc cô ra mắt một album khác xoay quanh sự nổi tiếng của mình và nghi ngờ về tính độc đáo của bản thu này, nhưng cũng cho rằng album "rất phù hợp để nhảy nhót". Artpop đứng đầu bảng xếp hạng Billboard 200 và bán được hơn 2,5 triệu bản trên toàn thế giới tính đến tháng 7 năm 2014. Đĩa đơn thứ ba "G.U.Y." được phát hành vào tháng 3 năm 2014 và đạt vị trí thứ 76 tại Mỹ.

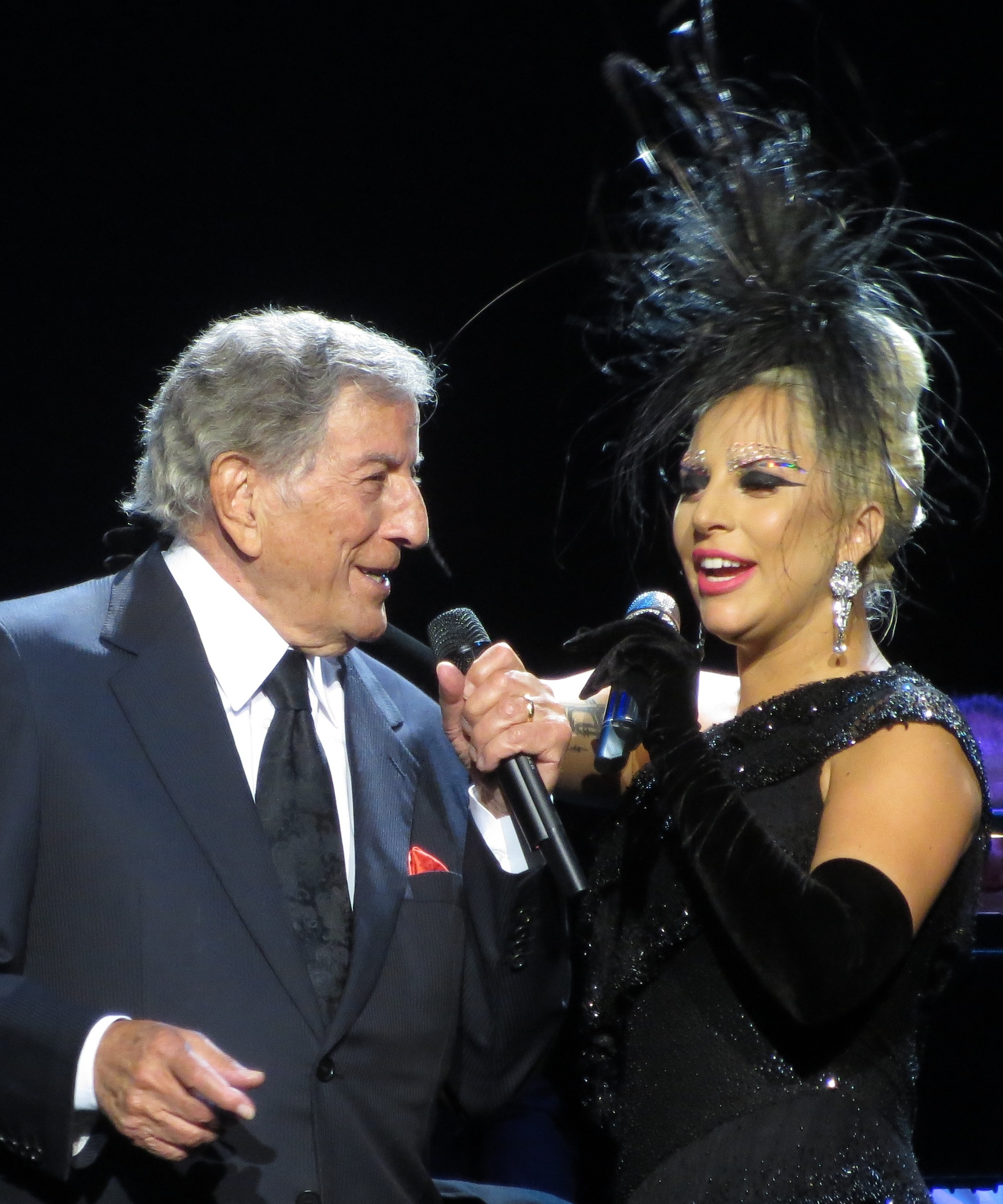
Với kỷ nguyên Cheek to Cheek, Gaga (trong hình đang biểu diễn trong chuyến lưu diễn Cheek to Cheek Tour cùng với Tony Bennett) đã tiến hành một cuộc thay đổi toàn diện về hình ảnh của mình.

Gaga làm MC trong một tập của Saturday Night Live vào tháng 11 năm 2013. Sau khi tổ chức chương trình đặc biệt nhân dịp Lễ Tạ ơn thứ hai của mình trên kênh ABC mang tên Lady Gaga and the Muppets Holiday Spectacular, cô đã biểu diễn một phiên bản đặc biệt của "Do What U Want" cùng với Christina Aguilera trong mùa thứ năm của chương trình thực tế tìm kiếm tài năng Mỹ The Voice. Tháng 3 năm 2014, Gaga đã tổ chức một buổi hòa nhạc lưu trú kéo dài bảy ngày nhằm kỷ niệm buổi diễn cuối cùng tại Roseland Ballroom ở New York trước khi nơi này đóng cửa. Hai tháng sau, cô bắt đầu chuyến lưu diễn ArtRave: The Artpop Ball, phát triển từ các ý tưởng trong sự kiện quảng bá ArtRave của mình. Tour diễn này thu về 83 triệu USD và bao gồm các thành phố đã bị hủy từ lịch trình của chuyến lưu diễn Born This Way Ball trước đó. Trong thời gian này, Gaga chia tay với người quản lý lâu năm của mình là Troy Carter do "sự khác biệt trong ý tưởng sáng tạo", và đến tháng 6 năm 2014, cô và người quản lý mới Bobby Campbell đã gia nhập bộ phận quản lý nghệ sĩ thuộc Live Nation Entertainment mang tên Artist Nation. Cô xuất hiện với vai quần chúng trong bộ phim Sin City: A Dame to Kill For của Rodriguez và được xác nhận là đại sứ xuân-hè 2014 của Versace trong chiến dịch mang tên "Lady Gaga For Versace".
Tháng 9 năm 2014, Gaga phát hành một album nhạc jazz hợp tác với Tony Bennett có tựa đề Cheek to Cheek. Ý tưởng để thực hiện album này bắt nguồn từ tình bạn của cô với Bennett và niềm đam mê với nhạc jazz từ khi cô còn nhỏ. Ông nhận xét rằng Gaga là "nghệ sĩ tài năng nhất mà tôi từng gặp". Trước khi album được phát hành thì các đĩa đơn "Anything Goes" và "I Can't Give You Anything but Love" đã được cho ra mắt trước đó. Cheek to Cheek nhận được những đánh giá tích cực nói chung; Caroline Sullivan của The Guardian khen ngợi giọng hát của Gaga và Howard Reich của Chicago Tribune viết rằng "Cheek to Cheek mang đến trải nghiệm thực sự, từ đầu tới cuối". Bản thu này đã trở thành album thứ ba liên tiếp của Gaga đạt vị trí quán quân trên Billboard 200, và giành được giải Grammy cho Album giọng Pop Truyền thống xuất sắc nhất. Cặp song ca đã ghi hình cho buổi hòa nhạc đặc biệt mang tên Tony Bennett and Lady Gaga: Cheek to Cheek Live!, và bắt đầu chuyến lưu diễn Cheek to Cheek Tour từ tháng 12 năm 2014 đến tháng 8 năm 2015.

### 2015–2017:Truyện kinh dị Mỹ,Joannevà trình diễn tại Super Bowl
Tháng 2 năm 2015, Gaga đính hôn với Taylor Kinney. Sau phản hồi không mấy nồng nhiệt đối với Artpop, Gaga đã bắt đầu đổi mới hình ảnh và phong cách của mình. Theo Billboard, sự thay đổi này bắt đầu từ việc cô phát hành Cheek to Cheek và nhận được nhiều sự chú ý sau màn trình diễn tại giải Oscar lần thứ 87, tại đây cô biểu diễn một liên khúc các bài hát từ bộ phim The Sound of Music nhằm tưởng nhớ đến Julie Andrews. Billboard đánh giá đó là một trong những buổi biểu diễn xuất sắc nhất của cô và thu hút hơn 214.000 lượt tương tác mỗi phút ở khắp thế giới trên nền tảng Facebook. Cô và Diane Warren đồng sáng tác ca khúc "Til It Happens to You" cho bộ phim tài liệu The Hunting Ground, và nó đã mang về cho hai người giải Vệ tinh cho ca khúc gốc trong phim hay nhất và một đề cử giải Oscar cùng hạng mục. Gaga còn được Billboard vinh danh là Người phụ nữ của năm và được nhận giải Biểu tượng đương đại tại giải thưởng Đại sảnh Danh vọng Nhạc sĩ thường niên năm 2015.
Gaga đã luôn mong muốn được trở thành một diễn viên suốt cả thời thơ ấu của mình và ước mơ này đã được thực hiện sau khi cô tham gia diễn xuất trong Truyện kinh dị Mỹ: Khách sạn. Khách sạn được phát sóng từ tháng 10 năm 2015 đến tháng 1 năm 2016 và là mùa thứ năm của loạt phim truyền hình kinh dị tuyển tập Truyện kinh dị Mỹ. Trong mùa này, Gaga vào vai một chủ khách sạn tên là Elizabeth. Tại giải Quả cầu vàng lần thứ 73, Gaga đã nhận được giải Nữ diễn viên xuất sắc nhất – Miniseries hoặc phim truyền hình cho vai diễn của cô trong mùa phim đó. Cô xuất hiện trong bộ phim thời trang năm 2015 của Nick Knight dành cho chiến dịch mùa xuân 2016 của Tom Ford và là biên tập viên khách mời cho số thứ 99 của tạp chí thời trang V vào tháng 1 năm 2016, với 16 trang bìa khác nhau. Cô nhận giải Biên tập viên của năm tại giải thưởng Thời trang Los Angeles.

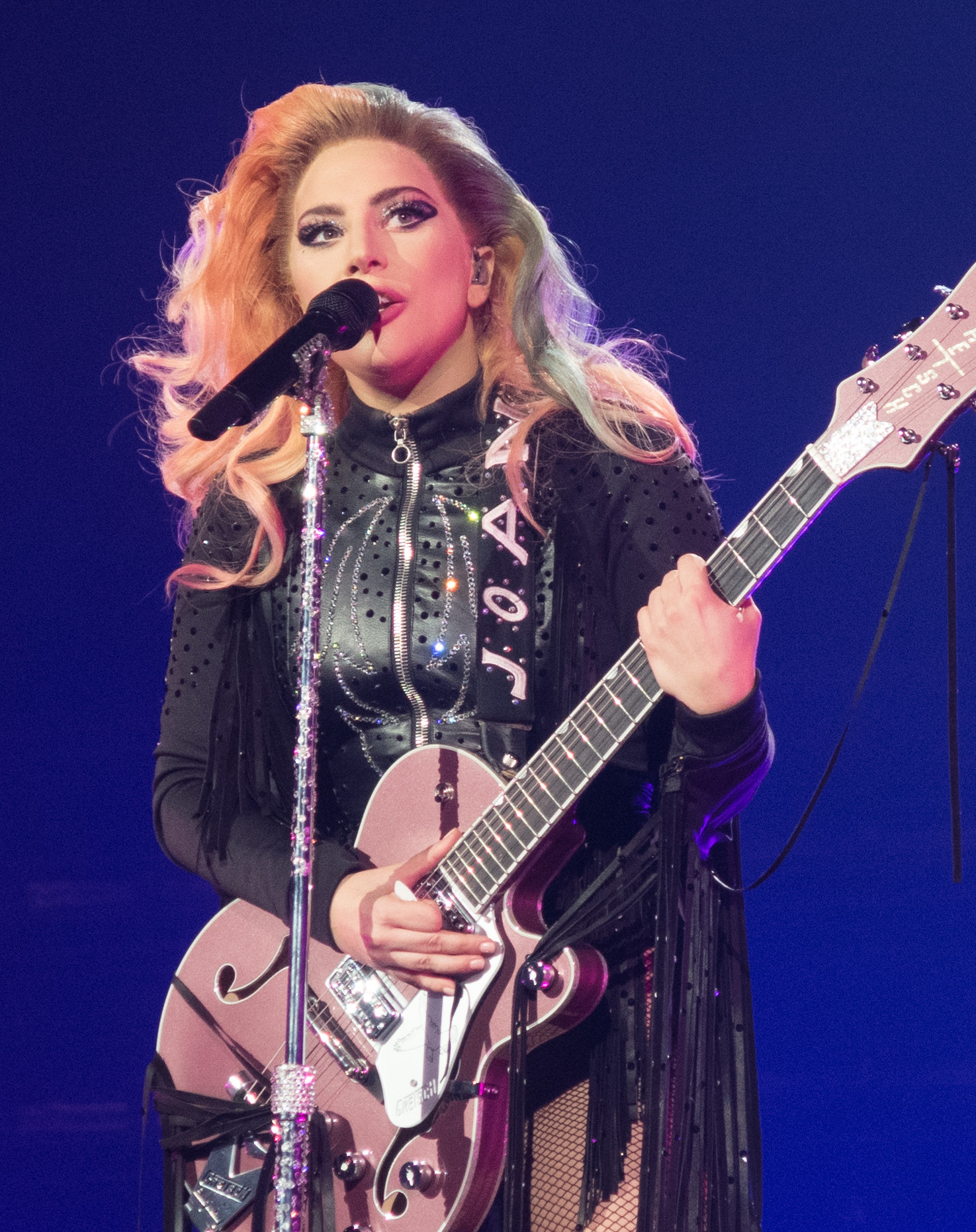
Gaga biểu diễn trong chuyến lưu diễn Joanne World Tour vào năm 2017

Tháng 2 năm 2016, Gaga đã hát quốc ca Hoa Kỳ tại Super Bowl 50, hợp tác với Intel và Nile Rodgers nhằm trình diễn một tiết mục tưởng nhớ David Bowie tại giải Grammy lần thứ 58, và cô còn hát "Til It Happens to You" tại giải Oscar lần thứ 88, tại đây cô được Joe Biden giới thiệu và đã biểu diễn bên cạnh 50 người từng bị tấn công tình dục. Tháng 4, cô được vinh danh với giải Nghệ sĩ tại giải thưởng Giáo dục Jane Ortner do Bảo tàng Grammy tổ chức, giải thưởng này tôn vinh những nghệ sĩ đã thể hiện niềm đam mê và sự cống hiến trong việc giáo dục thông qua nghệ thuật. Mối tình của cô với vị hôn phu Taylor Kinney kết thúc vào tháng 7; nữ ca sĩ sau đó cho biết sự nghiệp của cô đã ảnh hưởng tới mối quan hệ của cả hai.
Gaga thủ vai một phù thủy tên là Scathach trong mùa thứ sáu của loạt phim Truyện kinh dị Mỹ: Thuộc địa Roanoke, kéo dài từ tháng 9 đến tháng 11 năm 2016. Đến cuối cùng, vai diễn này của Gaga đã ảnh hưởng đến âm nhạc tương lai của cô, thúc đẩy cô thể hiện "nghệ thuật của bóng tối". Tháng 9 năm 2016, cô phát hành đĩa đơn chủ đạo "Perfect Illusion" của album phòng thu thứ năm, đứng đầu bảng xếp hạng tại Pháp và đạt vị trí thứ 15 tại Mỹ. Album mới của Gaga có tựa đề là Joanne được đặt theo tên người dì quá cố trở thành nguồn cảm hứng cho âm nhạc của Gaga. Nó được phát hành vào ngày 21 tháng 10 năm 2016 và trở thành album quán quân thứ tư của Gaga trên bảng xếp hạng Billboard 200, giúp cô trở thành người phụ nữ đầu tiên có bốn lần đứng đầu bảng xếp hạng Hoa Kỳ trong thập niên 2010. Đĩa đơn thứ hai "Million Reasons" của album được phát hành vào tháng sau và đạt vị trí thứ tư tại Mỹ. Sau đó, cô phát hành phiên bản piano của ca khúc cùng tên album vào năm 2018, và bài hát đã đem về cho Gaga giải Grammy cho Trình diễn đơn ca pop xuất sắc nhất. Để quảng bá cho album, Gaga đã tổ chức chuyến lưu diễn Dive Bar Tour với ba đêm diễn.
Vào ngày 5 tháng 2 năm 2017, Gaga tham gia biểu diễn với tư cách là nghệ sĩ chính trong chương trình nghỉ giữa hiệp Super Bowl LI. Màn trình diễn của cô có sự góp mặt của một nhóm hàng trăm chiếc máy bay không người lái mang theo đèn thắp sáng bầu trời phía trên Sân vận động NRG của Houston, và đó cũng là lần đầu tiên mà thiết bị bay không người lái xuất hiện trong một chương trình Super Bowl. Buổi biểu diễn đã thu hút 117,5 triệu người xem tại Hoa Kỳ, vượt qua con số 111,3 triệu người xem của trận đấu và trở thành chương trình nghỉ giữa hiệp Super Bowl được xem nhiều thứ ba cho đến nay. Buổi diễn đã dẫn tới sự gia tăng đột biến 410.000 lượt tải xuống bài hát của Gaga tại Hoa Kỳ và giúp cô nhận được đề cử giải Emmy cho hạng mục Tập đặc biệt thể loại tạp kỹ, âm nhạc hoặc hài xuất sắc nhất. CBS Sports xếp màn trình diễn của cô là buổi biểu diễn xuất sắc thứ hai trong lịch sử các chương trình nghỉ giữa hiệp Super Bowl. Tháng 4, Gaga là nghệ sĩ biểu diễn chính tại Coachella Valley Music and Arts Festival. Cô cũng phát hành một đĩa đơn độc lập mang tên "The Cure", lọt vào top 10 ở Úc. Bốn tháng sau, Gaga bắt đầu chuyến lưu diễn Joanne World Tour được công bố sau chương trình nghỉ giữa hiệp Super Bowl LI. Quá trình tạo ra album Joanne và chuẩn bị cho màn trình diễn nghỉ giữa hiệp của Gaga đã được ghi lại trong bộ phim tài liệu mang tên Gaga: Five Foot Two được công chiếu trên Netflix vào tháng 9 cùng năm. Xuyên suốt bộ phim, người xem có thể thấy cảnh cô bị đau mãn tính, về sau được tiết lộ là do hệ quả của một tình trạng bệnh kéo dài gọi là đau cơ xơ hóa. Tháng 2 năm 2018, căn bệnh này buộc Gaga phải hủy 10 đêm diễn cuối cùng trong Joanne World Tour, với tổng doanh thu là 95 triệu USD từ việc bán được 842.000 vé.

### 2018–2019:Vì sao vụt sángvà buổi hòa nhạc lưu trú ở Las Vegas

Gaga tại Liên hoan phim quốc tế Toronto 2018 trước buổi trình chiếu phim Vì sao vụt sáng, đây là vai chính đầu tiên của cô trong một bộ phim.

Tháng 3 năm 2018, Gaga đã ủng hộ cuộc tuần hành kiểm soát súng đạn March for Our Lives tại Washington, D.C., và phát hành phiên bản cover ca khúc "Your Song" của Elton John nằm trong album tưởng nhớ của ông mang tên Revamp. Trong năm đó, cô vào vai nữ ca sĩ gặp khó khăn Ally trong bộ phim lãng mạn âm nhạc của Bradley Cooper có tựa đề Vì sao vụt sáng, bản làm lại của bộ phim cùng tên năm 1937. Phim kể về mối quan hệ của Ally với ca sĩ Jackson Maine (do Cooper đóng), mối quan hệ này trở nên căng thẳng khi sự nghiệp của cô bắt đầu làm lu mờ anh. Bộ phim nhận được sự hoan nghênh từ các nhà phê bình, với nhận định rằng bộ phim có "dàn diễn viên chính hấp dẫn, đạo diễn khéo léo, và một câu chuyện tình yêu cảm động". Cooper đã tiếp cận Gaga sau khi xem cô biểu diễn tại một sự kiện gây quỹ nghiên cứu về ung thư. Gaga vốn là một người ngưỡng mộ các tác phẩm của Cooper và cô đã đồng ý tham gia dự án này do nội dung phim có miêu tả chứng nghiện ngập và trầm cảm. Vì sao vụt sáng được công chiếu lần đầu tại Liên hoan phim Venice 2018 và được phát hành trên toàn thế giới vào tháng 10 cùng năm. Diễn xuất của Gaga đã nhận được sự khen ngợi từ các nhà phê bình điện ảnh, Peter Bradshaw của The Guardian mô tả bộ phim là "cực kỳ đáng xem" và nhấn mạnh rằng "khả năng của Gaga để trở thành một phần người bình thường, một phần nữ hoàng ngôi sao ngoài hành tinh hoạt động ở mức độ cao nhất"; Stephanie Zacharek của Time cũng đánh giá cao "màn thể hiện ngoạn mục" của Gaga và cho rằng cô rất "lôi cuốn" mà không cần đến lớp trang điểm, tóc giả và trang phục như thường thấy. Với vai diễn này, Gaga đã giành được giải thưởng Ủy ban Quốc gia về Phê bình Điện ảnh và giải Lựa chọn của giới phê bình điện ảnh cho Nữ diễn viên chính xuất sắc nhất, cũng như nhận được đề cử giải Oscar, giải Quả cầu vàng, giải Nghiệp đoàn Diễn viên Màn ảnh và giải BAFTA cho Nữ diễn viên chính xuất sắc nhất.
Gaga và Cooper đồng sáng tác và sản xuất hầu hết ca khúc trong nhạc phim của Vì sao vụt sáng, trong đó cô kiên quyết yêu cầu cả hai phải trình diễn trực tiếp các bài hát trong bộ phim. Đĩa đơn chủ đạo của album nhạc phim là "Shallow" do hai người trình bày đã được phát hành vào ngày 27 tháng 9 năm 2018 và đứng đầu các bảng xếp hạng ở nhiều quốc gia, bao gồm Úc, Anh Quốc và Hoa Kỳ. Album nhạc phim gồm có 34 bài hát tổng cộng, trong đó có 17 bài hát gốc và đã nhận được những đánh giá tích cực; Mark Kennedy của The Washington Post gọi album đó là một "kỳ quan năm sao" và Ben Beaumont-Thomas của The Guardian thì xem như đây là một "tác phẩm cổ điển tức thời chất chứa đầy sức mạnh cảm xúc của Gaga". Về mặt thương mại, album nhạc phim này đã ra mắt ở vị trí quán quân tại Mỹ, giúp cho Gaga trở thành người phụ nữ đầu tiên có 5 album đứng đầu tại Mỹ trong thập niên 2010, đồng thời phá vỡ kỷ lục của Taylor Swift để trở thành nữ nghệ sĩ có nhiều album đứng đầu nhất trong thập niên này; tuy nhiên Swift đã bắt kịp cô vào năm 2019. Nhạc phim "Vì sao vụt sáng" cũng đứng đầu các bảng xếp hạng ở Úc, Canada, Ireland, New Zealand, Thụy Sĩ và Anh Quốc. Tính đến tháng 6 năm 2019, album nhạc phim đã bán được hơn sáu triệu bản trên toàn thế giới. Album này đã mang về cho Gaga 4 giải Grammy—Tác phẩm âm nhạc biên soạn xuất sắc nhất cho phim ảnh, Trình diễn song tấu hoặc nhóm nhạc pop xuất sắc nhất và Ca khúc nhạc phim hay nhất cho "Shallow", cũng như "I'll Never Love Again" giành chiến thắng ở cùng hạng mục Ca khúc nhạc phim hay nhất một năm sau đó—và giải BAFTA cho Nhạc phim hay nhất. "Shallow" còn mang về cho cô giải Oscar, giải Quả cầu vàng, giải Lựa chọn của giới phê bình điện ảnh và giải Vệ tinh cho Ca khúc trong phim hay nhất. Gaga đã trình diễn trực tiếp bài hát này tại giải Grammy lần thứ 61 và giải Oscar lần thứ 91.
Tháng 10, Gaga thông báo đính hôn với người đại diện tài năng Christian Carino mà cô đã gặp vào đầu năm 2017. Tuy nhiên, họ đã chia tay vào tháng 2 năm 2019. Gaga tổ chức buổi hòa nhạc lưu trú mang tên Lady Gaga Enigma + Jazz & Piano tại Nhà hát MGM Park ở Las Vegas. Buổi hòa nhạc này bao gồm hai dạng chương trình: Enigma, tập trung vào yếu tố sân khấu và những bản hit lớn của Gaga, và Jazz & Piano, gồm có các ca khúc từ Great American Songbook và phiên bản cắt ngắn của các bài hát của Gaga. Enigma bắt đầu vào tháng 12 năm 2018 và Jazz & Piano vào tháng 1 năm 2019. Gaga cho ra mắt dòng mỹ phẩm thuần chay của riêng mình là Haus Laboratories độc quyền trên Amazon vào tháng 9 năm 2019, gồm có 40 sản phẩm như bút kẻ mắt dạng lỏng, son bóng và miếng dán mặt nạ. Bộ sản phẩm này đã đứng đầu danh sách sản phẩm son môi bán chạy nhất trên Amazon.

### 2020–2023:Chromatica,Love for SalevàGia tộc Gucci
Vào tháng 2 năm 2020, Gaga bắt đầu mối quan hệ với doanh nhân Michael Polansky. Cô phát hành album phòng thu thứ sáu Chromatica vào ngày 29 tháng 5 năm 2020 và nhận được nhiều đánh giá tích cực từ giới phê bình. Chromatica đứng đầu bảng xếp hạng Hoa Kỳ, trở thành album quán quân thứ sáu liên tiếp của cô trong nước và cũng đạt vị trí quán quân tại nhiều vùng lãnh thổ khác bao gồm Úc, Canada, Pháp, Ý và Vương quốc Anh. Trước khi Chromatica được phát hành, Gaga đã cho ra mắt hai đĩa đơn "Stupid Love" vào ngày 28 tháng 2 năm 2020, và "Rain on Me", hợp tác với Ariana Grande vào ngày 22 tháng 5. "Rain on Me" thắng được hạng mục Trình diễn song tấu hoặc nhóm nhạc pop xuất sắc nhất tại giải Grammy lần thứ 63 và ra mắt ở vị trí số một tại Mỹ, giúp Gaga trở thành người thứ ba đứng đầu bảng xếp hạng của quốc gia này trong thập niên 2000, 2010 và 2020. Tại buổi lễ trao giải Video âm nhạc của MTV năm 2020, Gaga giành được năm giải thưởng, bao gồm giải Tricon đầu tiên nhằm vinh danh những nghệ sĩ đạt được thành tựu trong nhiều lĩnh vực khác nhau của ngành giải trí. Vào tháng 9 năm 2020, cô xuất hiện trong chiến dịch quảng cáo video cho nước hoa Voce Viva của Valentino và biểu diễn phiên bản tinh giản của ca khúc "Sine from Above" nằm trong album Chromatica cùng với một nhóm người mẫu.

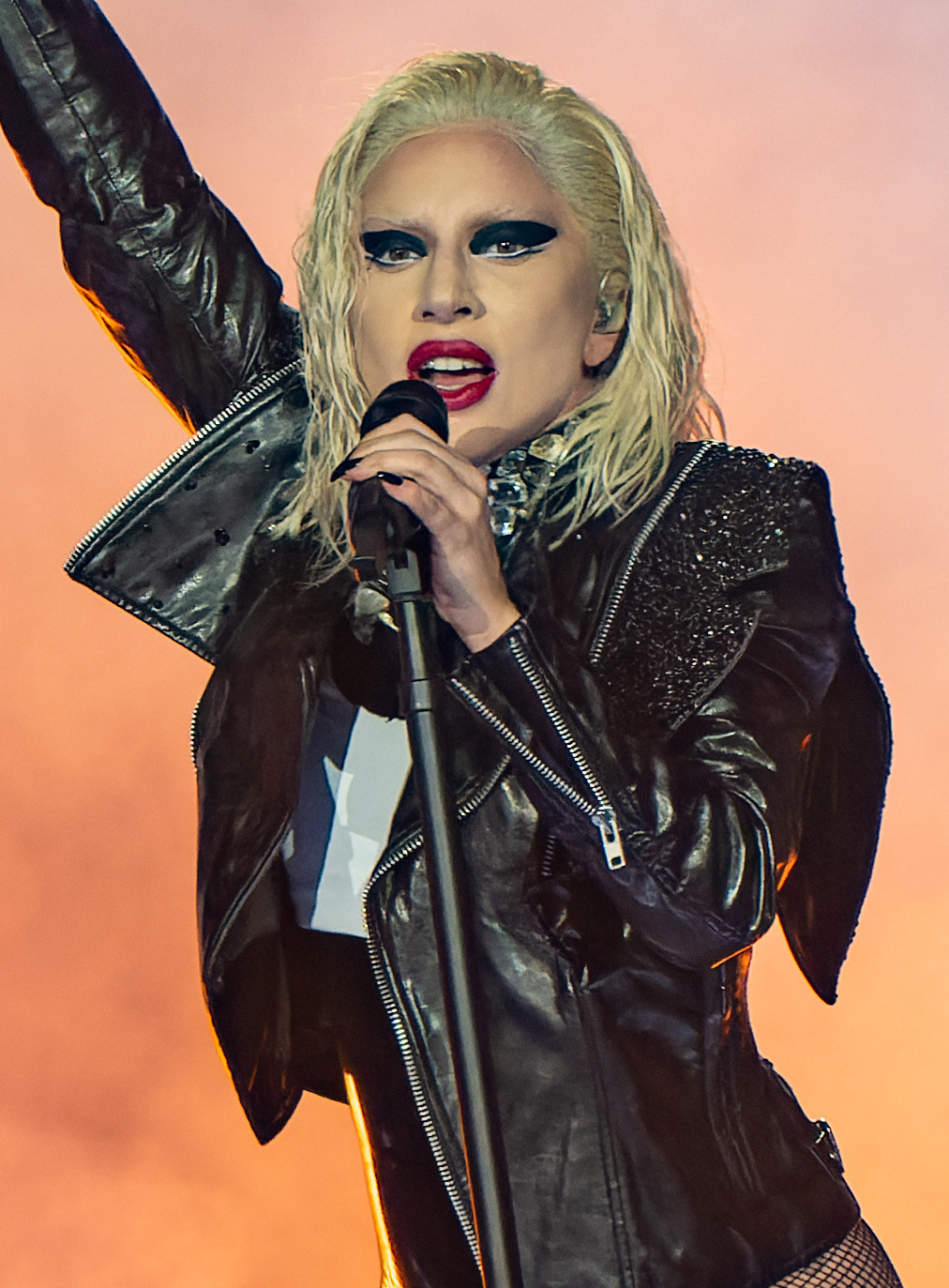
Gaga biểu diễn tại The Chromatica Ball vào năm 2022, đây là chuyến lưu diễn toàn sân vận động đầu tiên của cô.

Tại lễ nhậm chức Tổng thống Hoa Kỳ thứ 46 của Joe Biden vào ngày 20 tháng 1 năm 2021, Gaga đã hát quốc ca Hoa Kỳ. Tháng 2 năm 2021, người dắt chó của cô là Ryan Fischer đã phải nhập viện sau khi bị bắn ở Hollywood. Hai chú chó bò Pháp Koji và Gustav của Gaga đã bị bắt đi, còn chú chó thứ ba tên Miss Asia thì may mắn trốn thoát và được cảnh sát tìm thấy. Gaga sau đó đã đề xuất một khoản tiền thưởng trị giá 500.000 USD để tìm lại hai chú chó bị bắt cóc của cô. Vào ngày 26 tháng 2, một phụ nữ đã đưa hai chú chó đến đồn cảnh sát tại Los Angeles và may mắn là chúng đều không bị thương. Ban đầu, cảnh sát thành phố Los Angeles cho rằng người phụ nữ đưa chó dường như không liên quan đến vụ nổ súng, nhưng vào ngày 29 tháng 4, cô ta bị phát hiện là một trong năm người bị buộc tội trong vụ nổ súng và trộm cắp lần này. Tháng 12 năm 2022, hung thủ nổ súng bắn người dắt chó của Gaga tên James Howard Jackson đã bị kết án 21 năm tù giam.
Tháng 4 năm 2021, Gaga hợp tác với thương hiệu rượu sâm panh Dom Pérignon và xuất hiện trong một quảng cáo do Nick Knight thực hiện. Ngày 3 tháng 9, cô phát hành album remix thứ ba của mình mang tên Dawn of Chromatica và tiếp sau đó vào ngày 30 tháng 9, cô phát hành album hợp tác thứ hai và cũng là lần cuối cùng với Tony Bennett có tựa đề Love for Sale. "Love for Sale" đã nhận được nhiều đánh giá tích cực và ra mắt ở vị trí thứ tám tại Mỹ. Nhằm thực hiện chiến dịch quảng bá của album, chương trình truyền hình đặc biệt mang tên One Last Time: An Evening with Tony Bennett and Lady Gaga được phát hành vào tháng 11 năm 2021 trên đài CBS, gồm những màn trình diễn được chọn lọc từ các buổi diễn của họ vào ngày 3 và 5 tháng 8 tại Radio City Music Hall. Buổi biểu diễn ghi hình khác cho MTV Unplugged của cặp song ca được phát hành vào tháng 12 cùng năm. Tại buổi lễ trao giải Grammy lần thứ 64, Love for Sale mang về cho Gaga và Bennett giải Album giọng Pop Truyền thống xuất sắc nhất.
Sau khi Gaga góp mặt trong chương trình truyền hình đặc biệt Những người bạn: Tái ngộ, trong đó cô biểu diễn ca khúc "Smelly Cat" cùng với Lisa Kudrow, cô thủ vai Patrizia Reggiani, người bị kết tội cho thuê sát thủ để mưu sát chồng cũ và cựu giám đốc nhãn hiệu thời trang Gucci là Maurizio Gucci (do Adam Driver đóng) trong bộ phim tiểu sử tội phạm của Ridley Scott có tựa đề Gia tộc Gucci. Để đảm nhận được vai diễn, Gaga đã phải học cách nói giọng Ý, đóng vai nhân vật trong suốt 18 tháng và dành ra 9 tháng trong khoảng thời gian đó để nói giọng địa phương. Chính lối diễn này đã ảnh hưởng tiêu cực đến tâm lý của Gaga và cô đã phải nhờ một y tá điều trị tâm thần đi cùng, vào giai đoạn cuối của quá trình ghi hình tại phim trường. Bộ phim được phát hành vào ngày 24 tháng 11 năm 2021 và nhận về những đánh giá trái chiều, tuy nhiên các nhà phê bình vẫn khen ngợi khả năng diễn xuất "hoàn hảo đến từng chi tiết" của Gaga. Cô giành được giải của Hội phê bình phim New York cũng như được đề cử cho giải BAFTA, giải Lựa chọn của Nhà phê bình Điện ảnh, giải Quả cầu vàng và giải Nghiệp đoàn Diễn viên Màn ảnh cho Nữ diễn viên chính xuất sắc nhất. Tiếp đến, Gaga đồng sáng tác bài hát "Hold My Hand" cho bộ phim năm 2022 Phi công siêu đẳng Maverick, và cũng tham gia soạn nhạc phim cùng Hans Zimmer và Harold Faltermeyer. Cô đã trình diễn trực tiếp "Hold My Hand" ở giải Oscar lần thứ 95, tại đây bài hát này đã được đề cử cho hạng mục Ca khúc gốc trong phim xuất sắc nhất. "Hold My Hand" cũng đã giúp Gaga giành chiến thắng lần thứ ba tại giải Vệ Tinh ở hạng mục Ca khúc gốc trong phim xuất sắc nhất. Tháng 7 năm 2022, cô bắt đầu chuyến lưu diễn sân vận động The Chromatica Ball, với tổng cộng hai mươi đêm diễn và mang về doanh thu 112,4 triệu USD trên tổng số 834.000 vé được bán ra. Bộ phim hòa nhạc đặc biệt của chương trình lưu diễn được phát hành trên HBO với tiêu đề Gaga Chromatica Ball. Đến cuối năm, Gaga trở thành nữ nghệ sĩ có doanh thu lưu diễn cao nhất năm 2022. Tháng 4 năm 2023, Gaga được Tổng thống Joe Biden bổ nhiệm làm đồng chủ tịch Ủy ban Tổng thống về Nghệ thuật và Nhân văn. Cô hợp tác với the Rolling Stones trong bài hát "Sweet Sounds of Heaven" thuộc album Hackney Diamonds (2023) của ban nhạc, cùng với sự góp giọng của Stevie Wonder.

### 2024–nay:Joker: Điên có đôivàMayhem

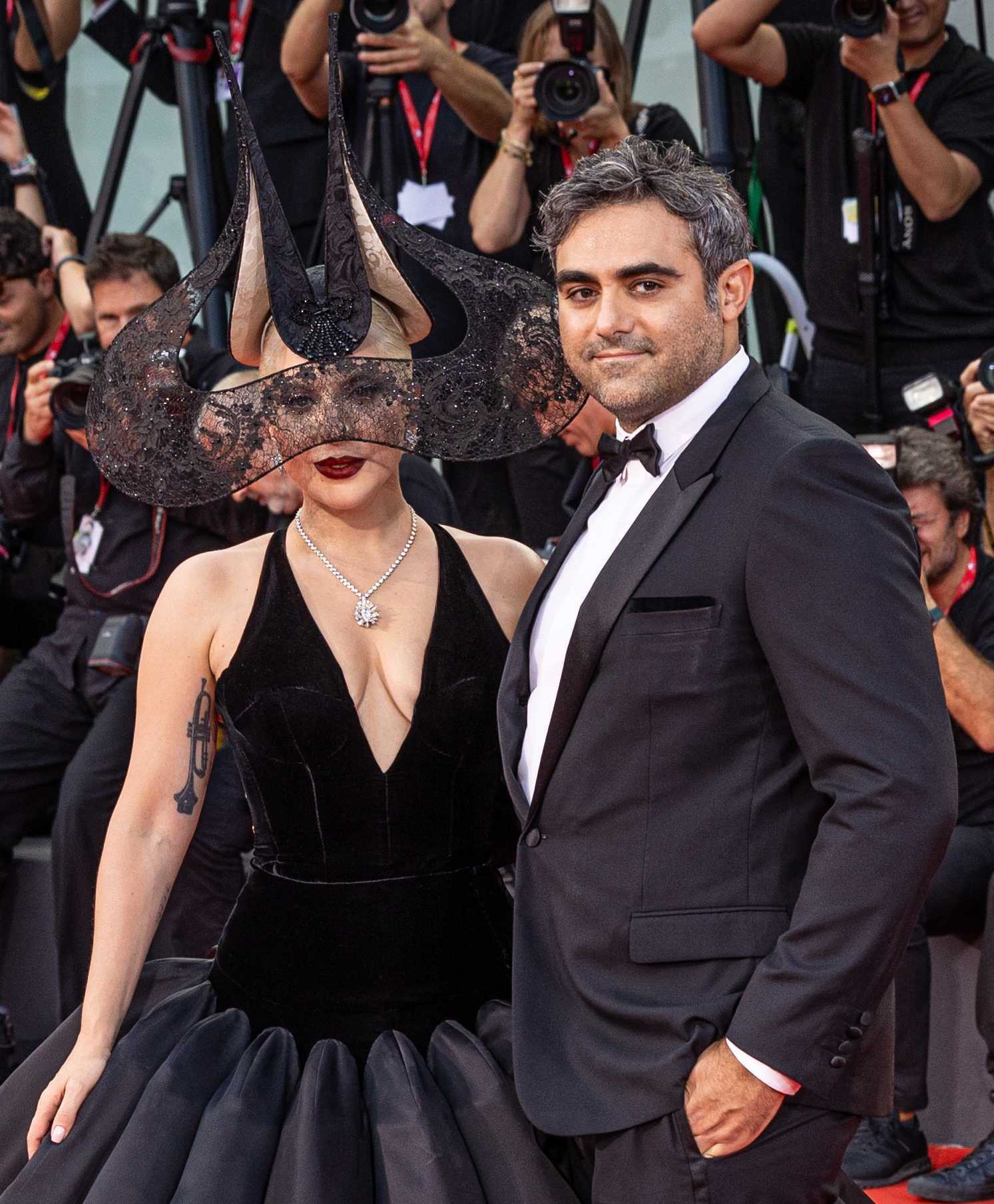
Gaga cùng hôn phu Michael Polansky tại Liên hoan phim Quốc tế Venice 2024

Gaga là nghệ sĩ nổi bật trong mùa thứ hai của Fortnite Festival, phiên bản spin-off của trò chơi trực tuyến Fortnite, diễn ra từ tháng 2 đến tháng 4 năm 2024. Cô đã thông báo về album phòng thu thứ bảy sắp tới của mình vào tháng 5 thông qua Gaga Chromatica Ball, trong đó một đoạn nhạc mới được hé lộ ở cuối bộ phim. Vào tháng 7, nữ ca sĩ trình diễn một phiên bản ca khúc "Mon truc en plumes" của Zizi Jeanmaire tại lễ khai mạc Thế vận hội Mùa hè 2024 ở Paris, cũng như xác nhận đã đính hôn với doanh nhân Michael Polansky, bốn năm sau khi họ bắt đầu hẹn hò. Gaga phát hành đĩa đơn "Die with a Smile", hợp tác với Bruno Mars, vào ngày 16 tháng 8 năm 2024. Ca khúc đạt vị trí quán quân tại Hoa Kỳ và dẫn đầu bảng xếp hạng Billboard Global 200 trong tám tuần liên tiếp. Thành công của nhạc phẩm giúp Gaga trở thành nghệ sĩ đầu tiên giành giải Grammy cho Trình diễn song tấu hoặc nhóm nhạc pop xuất sắc nhất ba lần.
Gaga vào vai Harleen "Lee" Quinzel / Harley Quinn, đóng chung với Joaquin Phoenix trong bộ phim giật gân tâm lý âm nhạc Joker: Điên có đôi của đạo diễn Todd Phillips, phần tiếp nối của Joker (2019). Bộ phim được công chiếu lần đầu tại Liên hoan phim Quốc tế Venice lần thứ 81 và được ra rạp vào tháng 10 năm 2024. Tuy nhiên, tác phẩm lại không được giới phê bình đánh giá cao. Mặc dù màn hóa thân thành Quinn của Gaga nhận được nhiều phản hồi tích cực, song các nhà phê bình cho rằng vai diễn của cô chưa được khai thác hết tiềm năng. Những ca khúc do Gaga và Phoenix thể hiện trong phim đã được phát hành ở một album nhạc phim riêng. Gaga còn sản xuất một album đồng hành cùng bộ phim mang tên Harlequin, phát hành vào ngày 27 tháng 9 năm 2024. Cô và Polansky đã đồng sáng tác bốn ca khúc trong album này.
Album phòng thu thứ tám sắp ra mắt của Gaga có tựa đề Mayhem—được xây dựng theo phong cách pop theo gợi ý của Polansky—dự kiến trình làng vào ngày 7 tháng 3 năm 2025. Cả Gaga lẫn Polansky đều đảm nhận vai trò nhà sản xuất điều hành cho album. Anh cũng đồng sáng tác đĩa đơn chủ đạo của album cùng cô, "Disease", phát hành vào ngày 25 tháng 10 năm 2024 và đạt vị trí thứ bảy tại Vương quốc Anh. Đĩa đơn thứ hai của album, "Abracadabra", được phát hành vào ngày 3 tháng 2 năm 2025. Ngoài ra, danh sách ca khúc của Mayhem còn bao gồm "Die with a Smile" được thêm vào sau đó. Gaga dự kiến sẽ trở lại với vai trò nghệ sĩ chính tại lễ hội Coachella 2025 vào tháng 4, đồng thời góp mặt trong mùa thứ hai của loạt phim Wednesday trên Netflix.

## Phong cách nghệ thuật

### Ảnh hưởng
Gaga từ lúc nhỏ cho đến trưởng thành đã từng thưởng thức các tác phẩm âm nhạc của nhiều nghệ sĩ như Michael Jackson, the Beatles, Stevie Wonder, Queen, Bruce Springsteen, Pink Floyd, Led Zeppelin, Whitney Houston, Elton John, Prince, En Vogue, TLC, Christina Aguilera, Janet Jackson và Blondie. Tất cả những nghệ sĩ trên đã có sức ảnh hưởng đến âm nhạc của cô. Nguồn cảm hứng sáng tác âm nhạc của Gaga trải dài từ các ca sĩ dance-pop như Madonna và Michael Jackson cho đến những nghệ sĩ glam rock như David Bowie và Freddie Mercury. Cô còn lấy ý tưởng từ nghệ thuật sân khấu của nghệ sĩ đại chúng Andy Warhol và cội nguồn biểu diễn trên sân khấu nhạc kịch của chính bản thân cô để làm đề tài âm nhạc của mình. Gaga thường được so sánh với Madonna, và Madonna cũng từng cho rằng bà đã liên tưởng ngược lại tới chính mình sau khi chứng kiến hình ảnh của Gaga. Gaga cho biết cô muốn thực hiện một cuộc cách mạng nhạc pop giống như Madonna đã từng làm. Cô thừa nhận bản thân cô cũng từng lấy những ban nhạc heavy metal như Iron Maiden, Black Sabbath và Marilyn Manson làm nguồn cảm hứng. Cô còn công nhận Beyoncé là nguồn cảm hứng quan trọng để giúp cô theo đuổi sự nghiệp âm nhạc.
Về phong cách, mẹ của Gaga là người đã truyền niềm đam mê thời trang đến con gái và cho tới bây giờ, Gaga bảo rằng thời trang đã trở thành một yếu tố quan trọng và được lồng ghép vào âm nhạc của cô. Gaga từng được so sánh với Leigh Bowery, Isabella Blow và Cher. Cô cho biết khi còn nhỏ, cô đã học hỏi và biến phong cách thời trang của Cher thành phong cách của riêng mình. Gaga kết thân với nhà thiết kế thời trang người Anh Alexander McQueen không lâu trước khi ông tự sát vào năm 2010, và cô trở nên nổi tiếng vì đã diện các thiết kế của ông, đặc biệt là những đôi giày armadillo cao vút. Cô còn coi nhà thiết kế Donatella Versace là nàng thơ của mình và Versace đã gọi Gaga là "Donatella trẻ trung". Ngoài ra, Công nương Diana là người đã từng ảnh hưởng đến Gaga và cũng là một người mà Gaga ngưỡng mộ lúc nhỏ.
Gaga đã gọi người ủng hộ y học thay thế Ấn Độ Deepak Chopra là "nguồn cảm hứng thực sự", và cô từng trích dẫn lại nội dung từ bên trong cuốn sách Sáng tạo của nhà lãnh đạo Ấn Độ Osho trên Twitter. Gaga cho biết tác phẩm của Osho đã ảnh hưởng tới cô trong việc đánh giá cao sự nổi loạn thông qua sự sáng tạo và bình đẳng.

### Phong cách và chủ đề âm nhạc
- Loại giọng: Lyric Mezzo-Soprano (Nữ trung trữ tình)
- Consist range: D3/Eb3 ~ D5 ~ G#5/A5

Chính vì Gaga thường hay thử nghiệm những ý tưởng và hình ảnh mới mẻ xuyên suốt sự nghiệp của mình nên các nhà phê bình đã phải liên tục phân tích và nghiên cứu kỹ lưỡng phong cách âm nhạc và trình diễn của cô cho đến ngày nay. Gaga cho biết việc liên tục đổi mới là một cách để "giải phóng" bản thân, và đó cũng chính là điều mà cô đã hướng tới từ lúc nhỏ. Gaga kết hợp nhiều thể loại âm nhạc khác nhau, đặc biệt là sự kết hợp các yếu tố của rock vào trong âm nhạc pop và dance của mình. Ngoài ra, cô cũng đã dấn thân sang thể loại nhạc jazz và các dòng nhạc khác không phải pop. Gaga sở hữu chất giọng nữ trầm và khoảng âm vực trải dài từ B♭2 đến B5. Cô đã thường xuyên thay đổi kiểu giọng của mình và coi Born This Way là album "có giọng ca vượt quá khả năng mà tôi đã luôn làm được". Entertainment Weekly đã đúc kết lại về giọng ca của Gaga rằng: "Có một trí thông minh cảm xúc vô cùng lớn trong cách cô ấy sử dụng giọng ca của bản thân. Rất hiếm khi cô ấy lấn át bài hát bằng khả năng thanh nhạc của mình, mà thay vào đó cô ấy nhận ra rằng nghệ thuật nằm ở sự tinh tế chứ không chỉ là sức mạnh đến từ phổi."
Theo Evan Sawdey của PopMatters, Gaga "khiến bạn cảm thấy muốn nhún nhảy theo một cách tự nhiên mà gần như không cần phải cố gắng" với album The Fame. Gaga tin rằng "mọi bài hát hay đều có thể biểu diễn được bằng piano và nghe vẫn như một bản hit". Simon Reynolds đã viết vào năm 2010 rằng "mọi thứ về Gaga đều xuất phát từ electroclash ngoại trừ âm nhạc. Yếu tố đó không phải là âm nhạc đặc trưng của thập niên 1980, mà chỉ đơn giản là nhạc pop vô cùng bắt tai của thập niên 2000, được phủ thêm lớp Auto-Tune và phần beat mang hơi hướng R&B."
Các bài hát của Gaga trải rộng trên nhiều nội dung và chủ đề: The Fame nói về ham muốn trở thành ngôi sao, trong khi album tiếp theo  The Fame Monster thể hiện mặt tối của sự nổi tiếng thông qua phép ẩn dụ về quái vật. The Fame là một album electropop và dance-pop chịu ảnh hưởng từ nhạc pop thập niên 1980 và Europop thập niên 1990, trong khi The Fame Monster thì cho thấy khẩu vị của Gaga trong việc kết hợp các yếu tố như "arena glam thập niên 1970, disco vui tươi của ABBA và những bản retro ngọt ngào như của Stacey Q". Born This Way có ca từ bằng tiếng Anh, tiếng Pháp, tiếng Đức và tiếng Tây Ban Nha cũng như mang những chủ đề thường thấy trong phong cách viết nhạc gây tranh cãi của Gaga như tình dục, tình yêu, tôn giáo, tiền bạc, ma túy, bản sắc, giải phóng, giới tính, tự do và chủ nghĩa cá nhân. Album này sử dụng những thể loại nhạc mới như rock điện tử và techno.
Các chủ đề trong Artpop xoay quanh quan điểm cá nhân của Gaga về danh tiếng, tình yêu, tình dục, chủ nghĩa nữ quyền, tự trao quyền, vượt qua cơn nghiện ngập và phản ứng trước sự quan tâm thái quá của truyền thông. Billboard mô tả Artpop là một album "kết hợp hài hòa các yếu tố âm nhạc từ R&B, techno, disco và rock". Trong khi đó, với Cheek to Cheek, Gaga đã thử sức sang thể loại nhạc jazz. Joanne được sáng tác dựa vào đời sống cá nhân của Gaga và sử dụng nhiều dòng nhạc như đồng quê, funk, pop, dance, rock, nhạc điện tử và folk. Nhạc phim Vì sao vụt sáng chứa đựng các yếu tố của blues rock, đồng quê và bubblegum pop. Billboard mô tả rằng lời bài hát của album nhạc phim muốn nói về mong muốn thay đổi, sự đấu tranh, tình yêu, lãng mạn và sự gắn kết, đồng thời cho rằng âm nhạc là "bất di bất dịch, giàu cảm xúc, thô kệch và chân thành. Chúng giống như những bài hát được viết bởi những nghệ sĩ, mà khi nói một cách thành thật là, đã trải qua nhiều khó khăn nhưng vẫn chạm đến trái tim người nghe một cách sâu sắc." Gaga tiếp đó trở lại với cội nguồn gốc rễ dance-pop của mình qua album Chromatica với nội dung bàn về những trăn trở của cô khi phải đương đầu với sức khỏe tinh thần của chính bản thân. Cuối cùng, album hợp tác thứ hai của cô với Tony Bennett Love for Sale chứa đựng các tác phẩm tưởng nhớ đến Cole Porter.

### Video và sân khấu
Mọi người thường mô tả các video âm nhạc của Gaga giống như những bộ phim ngắn là do cô thay đổi trang phục liên tục và mang hình ảnh gợi cảm. Video âm nhạc của bài hát "Telephone" đã mang về cho Gaga kỷ lục Guinness thế giới cho Số lần Sản phẩm xuất hiện nhiều nhất trong một Video. Theo tác giả Curtis Fogel, cô đã tận dụng các yếu tố gây sốc như hành vi tình dục bondage (en), bạo dâm và khổ dâm (sadomasochism) cũng như làm nổi bật lên những chủ đề nữ quyền phổ biến. Chủ đề chính trong các video âm nhạc của cô là tình dục, bạo lực và quyền uy. Cô tự gọi mình là "người có một chút nữ quyền" và khẳng định rằng cô "đang truyền cảm hứng tình dục cho phụ nữ". Billboard xếp cô ở vị trí thứ sáu trong danh sách "100 nghệ sĩ video âm nhạc vĩ đại nhất mọi thời đại" vào năm 2020, khẳng định rằng "cái tên 'Lady Gaga' sẽ mãi mãi gắn liền với những video âm nhạc mang tính định hình văn hóa".
Tạp chí Rolling Stone đã từng công nhận Gaga là "một trong những nghệ sĩ âm nhạc vĩ đại nhất còn sống". Gaga tự gọi mình là người cầu toàn khi nhắc đến những màn trình diễn phức tạp của bản thân. Các buổi biểu diễn của cô được diễn tả là "vô cùng thú vị và đầy đổi mới" và cảnh máu bắn ra trong bài hát "Paparazzi" tại giải Video âm nhạc của MTV năm 2009 đã được MTV News mô tả là "đẹp mắt đến rợn người". Cô tiếp tục sử dụng chủ đề dính máu trong chuyến lưu diễn The Monster Ball Tour, gây ra cuộc biểu tình phản đối tại Anh từ phía các nhóm gia đình và người hâm mộ sau vụ xả súng tại Cumbria, vụ án mà một tài xế taxi đã giết chết 12 người rồi tự sát. Tại giải Video âm nhạc của MTV năm 2011, Gaga đã sử dụng nhân cách alter ego (tên là Jo Calderone), ăn mặc kiểu drag và trình bày một đoạn độc thoại đậm chất si tình trước khi trình diễn ca khúc "You and I". Laurieann Gibson từng là biên đạo múa kiêm giám đốc sáng tạo của Gaga, đã cung cấp nội dung ý tưởng cho các buổi biểu diễn và video âm nhạc của cô trong suốt bốn năm trước khi người trợ lý Richard Jackson thay thế bà vào năm 2014.
Trong một bài viết của tạp chí Billboard vào tháng 10 năm 2018, Rebecca Schiller đã dõi theo dòng lịch sử video của Gaga từ "Just Dance" đến khi phát hành Vì sao vụt sáng. Schiller nhận thấy rằng sau kỷ nguyên Artpop, Gaga đã học cách tiếp cận âm nhạc đơn giản hơn thông qua các video âm nhạc của những đĩa đơn nằm trong album Joanne và cô nhà báo đã lấy video âm nhạc đĩa đơn chủ đạo "Perfect Illusion" làm ví dụ đơn cử, trong đó có cảnh nữ ca sĩ từ bỏ "việc mặc các trang phục phức tạp và thay vào đó diện áo phông và quần short trong lúc cố biểu diễn bài hát tại một bữa tiệc trên sa mạc". Hình tượng này tiếp tục được duy trì qua các buổi biểu diễn của cô trong bộ phim cũng như cá tính trên sân khấu của cô. Trong bài đánh giá về The Chromatica Ball năm 2022, Chris Willman của Variety viết rằng Gaga "đáng lý là đã có thể đã khai thác một cách tối đa hơn nữa tính chân thực của bản thân" sau khi phát hành Joanne và Vì sao vụt sáng, nhưng thay vào đó cô "đã quyết định là vẫn sẽ duy trì tính lập dị của mình — hoặc ít nhất cũng đủ kỳ quặc để đảm bảo sự cân bằng cần thiết cho những khía cạnh nghệ thuật nghiêm túc hơn của cô".

## Hình tượng công chúng

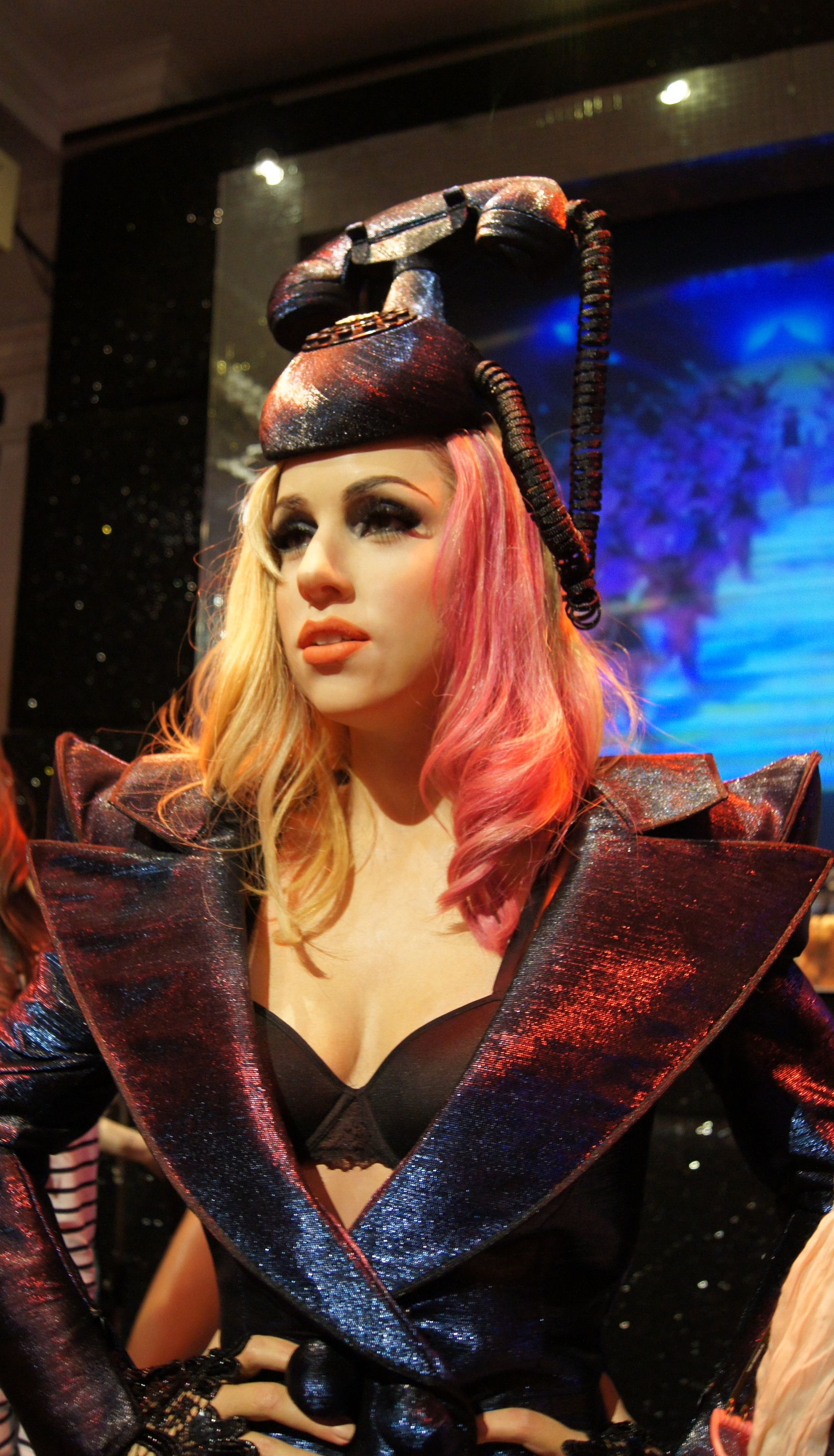
Năm 2010, tám tượng sáp của Gaga đã được trưng bày tại bảo tàng Madame Tussauds.

Gaga thường gặp những phản ứng trái chiều về phong cách âm nhạc, gu thời trang và cá tính của cô. Bởi vì cô có sức ảnh hưởng tới nền văn hóa hiện đại và nhanh chóng nổi tiếng trên toàn cầu nên nhà xã hội học Mathieu Deflem của Đại học South Carolina đã mở một khóa học có tiêu đề "Lady Gaga và Xã hội học về sự nổi tiếng" kể từ đầu năm 2011, với mục tiêu là làm sáng tỏ "một số khía cạnh có liên quan đến xã hội học về sự nổi tiếng của Lady Gaga". Lúc Gaga có cuộc gặp gỡ ngắn với tổng thống khi ấy là Barack Obama tại một sự kiện gây quỹ Human Rights Campaign, ông Obama cảm thấy buổi đối thoại này thật sự "đáng sợ" vì Gaga mang chiếc giày cao gót có đế cao tới 16 inch, khiến cho cô trở thành phụ nữ cao nhất trong phòng. Trong cuộc phỏng vấn với Barbara Walters nằm trong chương trình đặc biệt hàng năm của ABC News mang tên 10 Most Fascinating People vào năm 2009, Gaga bác bỏ truyền thuyết đô thị cho rằng cô là người liên giới tính (intersex). Cùng lúc trả lời câu hỏi về vấn đề đó, cô đã bộc lộ niềm yêu thích đối với tính ái nam ái nữ (androgyny).
Phong cách ăn mặc đầy lập dị của Gaga đã trở thành một khía cạnh quan trọng trong việc định hình cá tính của cô. Trong giai đoạn đầu sự nghiệp, các phương tiện truyền thông đã so sánh sự lựa chọn thời trang của cô với những nhân vật tiêu biểu như Christina Aguilera. Năm 2011, 121 phụ nữ đã tập trung tại lễ trao giải Grammy và ăn mặc trang phục giống như những bộ mà Gaga từng mặc trước đây, và họ lập kỷ lục Guinness thế giới năm 2011 cho Cuộc tụ họp những người hóa trang thành Lady Gaga đông nhất. Global Language Monitor đã xếp "Lady Gaga" là Từ khoá thời trang hàng đầu, với thương hiệu "không quần" của cô đứng ở vị trí thứ ba. Entertainment Weekly liệt kê trang phục của cô vào danh sách "xuất sắc nhất" thập kỷ và nói rằng cô "đã đưa nghệ thuật biểu diễn trở thành xu hướng chủ đạo". People xướng cô ở vị trí thứ nhất trong danh sách "Những ngôi sao mặc đẹp nhất năm 2021", viết rằng Gaga đã "diện những thiết kế thời trang cao cấp và sải bước trên đường phố, từ bộ đầm seersucker có hình dáng độc đáo cho đến chiếc váy ren đen với đỉnh ngực corset được phối cùng kiểu tóc búi cao thanh lịch, đôi giày cao gót ngất trời và kính mắt phong cách retro—cứ như thể đó chỉ là chuyện nhỏ."
Time đã đưa Gaga vào danh sách 100 biểu tượng thời trang mọi thời đại của họ, chỉ ra rằng "Lady Gaga nổi tiếng với phong cách kỳ quặc bên cạnh những bản hit nhạc pop của cô" và đề cập đến những trang phục "làm từ bong bóng nhựa, búp bê Ếch Kermit và thịt tươi sống." Gaga đã diện chiếc váy làm từ thịt bò sống tới dự lễ trao giải Video âm nhạc của MTV năm 2010, kết hợp với đôi ủng, chiếc túi và cái mũ cũng được làm từ thịt bò sống. Vogue đã phần nào tôn vinh chiếc váy này và vinh danh cô là một trong những người mặc đẹp nhất năm 2010, còn Time thì đã vinh danh chiếc váy là Tuyên bố thời trang của năm ấy. Chiếc váy thịt của Gaga đã thu hút sự chú ý của giới truyền thông trên toàn thế giới và tổ chức bảo vệ quyền động vật Những người tranh đấu cho sự đối xử có đạo đức với động vật (PETA) cho rằng bộ váy gây phản cảm. Sau này, chiếc váy thịt đã được trưng bày tại Bảo tàng Phụ nữ Nghệ thuật Quốc gia vào năm 2012 và đưa vào Đại sảnh Danh vọng Rock and Roll vào tháng 9 năm 2015.
Người hâm mộ của Gaga gọi thần tượng của mình là "Mẹ quái vật" (Mother Monster), Gaga thường gọi họ là "Những con quái vật nhỏ" (Little Monsters) và đó cũng chính là một cụm từ mà cô đã xăm lên cơ thể nhằm dành tặng riêng cho những người ủng hộ cô. Trong bài viết "Lady Gaga tiên phong về văn hóa fandom trực tuyến như chúng ta biết ngày nay" đăng tải trên tạp chí Vice, Jake Hall viết rằng Gaga đã truyền cảm hứng cho nhiều cộng đồng người hâm mộ sau này, chẳng hạn như của Taylor Swift, Rihanna và Justin Bieber. Vào tháng 7 năm 2012, Gaga cũng là người đồng sáng lập nền tảng dịch vụ mạng xã hội LittleMonsters.com dành riêng cho người hâm mộ của cô. CEO Scott Hardy của Polaroid ca ngợi Gaga vì đã truyền cảm hứng cho người hâm mộ và tương tác thân thiết với họ trên các phương tiện truyền thông xã hội.

### Kiểm duyệt
Năm 2011, Bộ Văn hóa Cộng hòa Nhân dân Trung Hoa đã thay mặt Tổng cục Phát thanh, Điện ảnh và Truyền hình cấm Gaga với lý do "thô tục." Lệnh cấm này đã được dỡ bỏ vào năm 2014. Tuy nhiên, để cho phép album Artpop được phát hành chính thức tại Trung Quốc thì các điều kiện được đặt ra phải thoả mãn, chẳng hạn như che đi phần cơ thể gần như khỏa thân của cô trên ảnh bìa của album. Các quan chức cũng đã thay đổi tựa đề bài hát "Sexxx Dreams" thành "X Dreams."
Năm 2016, Gaga một lần nữa bị cấm ở Trung Quốc sau khi cô có cuộc nói chuyện công khai với Đức Đạt Lai Lạt Ma. Chính phủ Trung Quốc đã thêm Gaga vào danh sách các thế lực thù địch nước ngoài và họ yêu cầu các trang web lẫn tổ chức truyền thông Trung Quốc ngừng phân phối các bài hát của cô. Bộ Tuyên truyền Trung ương Đảng Cộng sản Trung Quốc cũng đã ra lệnh cho các phương tiện truyền thông do nhà nước kiểm soát lên án cuộc gặp mặt này. Trong những năm tiếp theo, hình ảnh của Gaga bị làm mờ trong bản tin về giải Oscar lần thứ 91 tại Trung Quốc và sự xuất hiện của cô đã bị cắt khỏi chương trình Những người bạn: Tái ngộ. Cả hai sự việc này đều gây ra phản ứng dữ dội từ phía người hâm mộ Trung Quốc của Gaga.

## Hoạt động khác

### Từ thiện
Sau khi Gaga từ chối lời mời xuất hiện trong đĩa đơn "We Are the World 25 for Haiti" vì lý do đang luyện tập chuẩn bị cho chuyến lưu diễn, cô đã quyên góp toàn bộ lợi nhuận từ buổi diễn tại Radio City Music Hall vào tháng 1 năm 2010 cho quỹ cứu trợ tái thiết đất nước nhằm giúp đỡ các nạn nhân sau trận động đất ở Haiti vào năm 2010. Gaga cũng đem tất cả lợi nhuận từ cửa hàng trực tuyến của cô vào ngày hôm đó đi quyên góp với tổng số tiền 500.000 USD cho quỹ từ thiện. Cô còn tweet một liên kết đến trang web bán vòng tay cầu nguyện cho Nhật Bản chỉ vài giờ sau trận động đất và sóng thần Tōhoku tấn công Nhật Bản vào năm 2011, và toàn bộ doanh thu từ chiếc vòng đeo tay do cô thiết kế cùng với một công ty đều đã được quyên góp cho đợt cứu trợ ấy với tổng số tiền là 1,5 triệu USD. Tháng 6 năm 2011, Gaga đã biểu diễn tại chương trình từ thiện của MTV Nhật Bản ở Makuhari Messe nhằm gây quỹ cho Hội Chữ thập đỏ Nhật Bản.
Năm 2012, Gaga tham gia nhóm vận động Artists Against Fracking. Tháng 10 cùng năm, Ono Yōko đã trao tặng cho Gaga cùng với bốn nhà hoạt động khác giải thưởng LennonOno Grant for Peace tại Reykjavík, Iceland. Tháng sau, Gaga cam kết quyên góp 11 triệu USD cho Hội Chữ thập đỏ Mỹ nhằm giúp đỡ các nạn nhân của cơn bão Sandy. Cô cũng đóng góp vào cuộc chiến phòng chống lây nhiễm HIV/AIDS và tập trung vào giáo dục phụ nữ trẻ về những rủi ro của căn bệnh. Gaga đã hợp tác với Cyndi Lauper và MAC Cosmetics cho ra mắt dòng son môi nằm trong dòng sản phẩm phụ của hãng là Viva Glam, với tổng doanh số bán son lên đến hơn 202 triệu USD được quyên góp trong việc phòng chống dịch HIV/AIDS.
Tháng 4 năm 2016, Gaga đã tham gia cùng với Phó Tổng thống Joe Biden tại Đại học Nevada, Las Vegas nhằm ủng hộ chiến dịch It's On Us, trong lúc Biden đang thay mặt cho tổ chức đi đến các trường đại học và thu hút được 250.000 sinh viên từ 530 trường đại học ký cam kết đoàn kết và hành động. Hai tháng sau, Gaga tham dự Hội nghị Thị trưởng Hoa Kỳ lần thứ 84 tại Indianapolis. Tại đây, cô cùng với Đức Đạt Lai Lạt Ma nói về sức mạnh của lòng tốt và cách biến thế giới trở thành một nơi từ bi hơn.
Tháng 4 năm 2020, Gaga tổ chức buổi hòa nhạc từ thiện được truyền hình trực tiếp One World: Together at Home hợp tác với Global Citizen nhằm quyên góp cho Quỹ Đoàn kết Ứng phó với COVID-19 của Tổ chức Y tế Thế giới. Chương trình đặc biệt này đã gây quỹ được 127 triệu USD và theo Forbes, con số này đã đưa buổi hòa nhạc One World: Together at Home "lên ngang hàng với một sự kiện quyên góp từ thiện huyền thoại khác là Live Aid, với tư cách là buổi hòa nhạc từ thiện có doanh thu cao nhất trong lịch sử." Để ghi nhận những đóng góp của Gaga cho phong trào Black Lives Matter, Trung tâm King trao tặng giải Yolanda Denise King High Ground cho cô tại giải thưởng Cộng đồng Yêu thương. Trong bài phát biểu nhận giải, Gaga đã lên án chủ nghĩa phân biệt chủng tộc và da trắng thượng đẳng, đồng thời nhấn mạnh trách nhiệm xã hội của cô với tư cách là một nghệ sĩ nổi tiếng và một người phụ nữ da trắng.

### Quỹ Born This Way

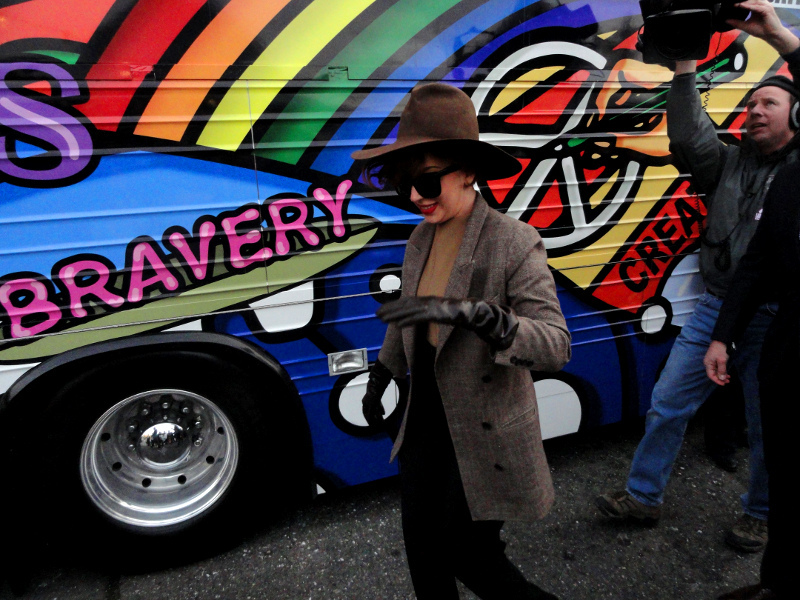
Gaga tại một sự kiện của Quỹ Born This Way ở châu Âu vào năm 2013

Năm 2012, Gaga ra mắt một tổ chức phi lợi nhuận tập trung vào việc trao quyền cho giới trẻ có tên gọi là Quỹ Born This Way (BTWF). Tên của quỹ được lấy từ đĩa đơn và album phát hành năm 2011 của cô. Trùm truyền thông Oprah Winfrey, nhà văn Deepak Chopra và Bộ trưởng Y tế và Dịch vụ Nhân sinh Hoa Kỳ Kathleen Sebelius đã phát biểu tại lễ thành lập quỹ này ở Đại học Harvard. Nguồn tài trợ ban đầu của quỹ gồm có 1,2 triệu USD từ phía Gaga, 500.000 USD từ Quỹ MacArthur và 850.000 USD từ Barneys New York. Tháng 7 năm 2012, BTWF đã hợp tác với Office Depot quyên góp 25% doanh số bán hàng và tối thiểu 1 triệu USD từ các sản phẩm học tập phiên bản giới hạn cho mùa tựu trường. Quỹ từ thiện đã thực hiện những sáng kiến gồm có "Born Brave Bus" và theo chân Gaga trong chuyến lưu diễn của cô, trở thành một trung tâm nhằm hỗ trợ thanh thiếu niên chống lại bắt nạt.
Tháng 10 năm 2015, tại Trung tâm Trí thông minh cảm xúc Yale, Gaga đã tham gia cùng 200 học sinh trung học, các nhà hoạch định chính sách và các quan chức học thuật gồm có Peter Salovey, nhằm thảo luận tìm ra cách nhận biết và điều khiển cảm xúc để đem lại kết quả tích cực. Năm 2016, quỹ hỗ trợ tham gia hợp tác với Intel, Vox Media và Recode để chống lại hành vi quấy rối trên mạng. Doanh thu của tạp chí V ấn bản số 99 có sự xuất hiện của Gaga và Kinney đã được quyên góp cho quỹ. Vào tháng 5, Gaga cùng Elton John cho ra mắt dòng quần áo và phụ kiện Love Bravery tại Macy's, với 25% kinh phí của mỗi sản phẩm sẽ được đem đi quyên góp cho quỹ của Gaga và Quỹ phòng chống AIDS của Elton John. Tháng 6 năm 2017, Gaga hợp tác với Starbucks thực hiện chiến dịch "Cups of Kindness" kéo dài một tuần, và công ty sẽ trích 25 xu từ một số đồ uống được bán ra để sung quỹ cho cô. Gaga còn xuất hiện trong một video của Staples Inc. nhằm gây quỹ cho quỹ của mình và DonorsChoose.org.
Vào Ngày Lòng tốt Thế giới năm 2018, Gaga hợp tác với quỹ nhằm mang đến thực phẩm và hàng cứu trợ cho một nơi tạm nương thân của Hội Chữ thập đỏ dành cho những người đã phải sơ tán khỏi nhà của mình do cháy rừng ở California. Quỹ này cũng hợp tác với Starbucks và SoulCycle nhằm bày tỏ biết ơn những người lính cứu hỏa California vì đã công tác cứu trợ trong cuộc khủng hoảng. Trước đó, Gaga cũng đã phải sơ tán khỏi nhà của mình trong trận hỏa hoạn Woolsey lan rộng khắp các vùng của Malibu.
Tháng 3 năm 2019, Gaga đã viết một bức thư gửi tới những người ủng hộ Quỹ Born This Way và thông báo về việc khởi động một chương trình thí điểm mới cho dự án hỗ trợ sức khỏe tâm thần đầu tiên dành cho thanh thiếu niên cùng với Hội đồng Sức khỏe Hành vi Quốc gia. Trong thư, Gaga tiết lộ những khó khăn cá nhân liên quan đến sức khỏe tâm thần của mình và cách cô có thể nhận được sự hỗ trợ để cứu sống bản thân: "Tôi biết rõ ý nghĩa của việc có ai đó ủng hộ và thấu hiểu tôi đang trải qua những gì, và mọi thanh thiếu niên trên thế giới đều cần có người để tâm sự khi khổ đau. Điều đó đã cứu mạng tôi và sẽ cứu mạng họ." Tháng 9 năm 2020, Gaga ra mắt một tuyển tập sách mang tên Channel Kindness: Stories of Kindness and Community gồm 51 câu chuyện về lòng tốt, lòng dũng cảm và sự kiên cường của những người trẻ trên toàn thế giới, và tất cả những câu chuyện đều được Quỹ Born This Way sưu tầm với lời giới thiệu của chính Gaga. Cô đã quảng bá cuốn sách này bằng thử thách 21 ngày tử tế trên mạng xã hội, sử dụng hashtag "BeKind21". Năm 2021, Gaga hợp tác với nhà sản xuất rượu sâm panh Dom Pérignon nhằm ủng hộ Quỹ Born This Way bằng cách mở bán 110 chai rượu Rosé Vintage 2005 số lượng giới hạn kèm theo một tác phẩm điêu khắc do chính tay Gaga thiết kế tại các sự kiện riêng tư. Tổng lợi nhuận 570.000 USD từ việc bán rượu đã được quyên góp cho quỹ. Vào Ngày Lòng tốt Thế giới 2021, Gaga đã phát hành chương trình đặc biệt dài 30 phút mang tên The Power of Kindness nằm trong một phần chương trình Channel Kindness của quỹ. Trong đó, cô cùng với một chuyên gia sức khỏe tâm thần và một nhóm 11 thanh thiếu niên đã có những chia sẻ về mối liên hệ giữa lòng tốt và sức khỏe tâm thần.

### Ủng hộ LGBT

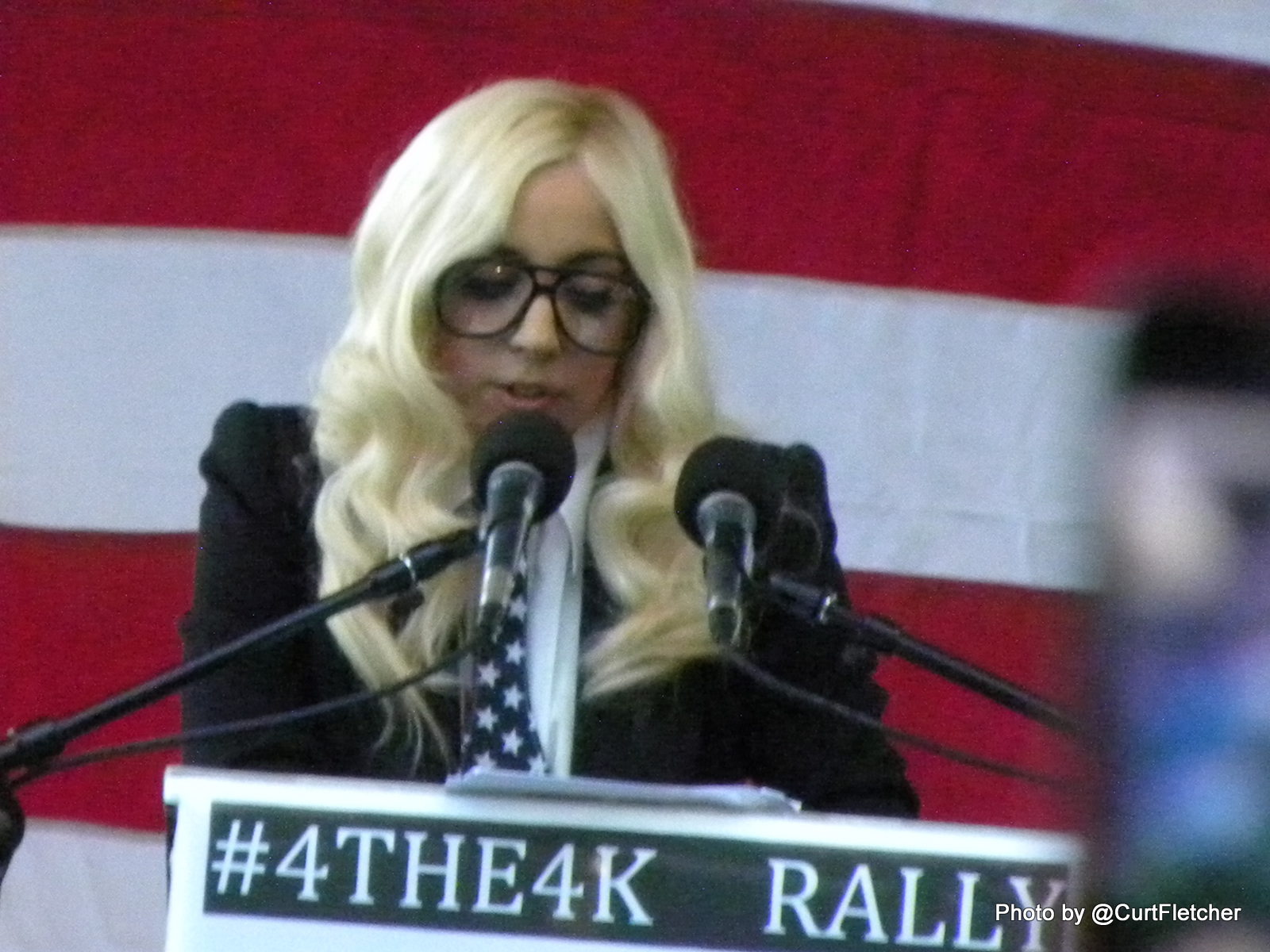
Gaga lên tiếng phản đối chính sách "không hỏi, không nói" tại Portland, Maine (2010)

Gaga là người phụ nữ song tính và cô tích cực ủng hộ quyền LGBT trên toàn thế giới. Gaga cho rằng phần lớn sự nghiệp nghệ sĩ mainstream của cô ban đầu thành công là nhờ vào những người hâm mộ đồng tính và bản thân cô còn được coi là một biểu tượng đồng tính. Trong giai đoạn đầu sự nghiệp, Gaga đã gặp khó khăn trong việc đưa các bài hát của mình lên sóng phát thanh và phát biểu rằng, "Bước ngoặt đối với tôi chính là cộng đồng người đồng tính." Cô đã cảm ơn công ty tiếp thị cho cộng đồng LGBT mang tên FlyLife, có trụ sở tại Manhattan và đã từng hợp tác với hãng đĩa Interscope của cô, trong phần lời cảm ơn của album The Fame. Một trong những màn trình diễn trên truyền hình đầu tiên của cô là vào tháng 5 năm 2008 tại buổi lễ trao giải thưởng NewNowNext được phát sóng trên kênh truyền hình LGBT mang tên Logo.
Gaga đã phát biểu tại Cuộc tuần hành Bình đẳng Quốc gia vào năm 2009 ở Washington, D.C. nhằm ủng hộ phong trào đòi quyền lợi của người LGBT. Cô tham dự giải Video âm nhạc của MTV năm 2010 cùng với bốn cựu binh lính quân đội Hoa Kỳ đồng tính nam và đồng tính nữ. Họ là những người không thể công khai giới tính khi còn phục vụ trong quân đội do chính sách "không hỏi, không nói", cấm quân nhân công khai xu hướng tính dục cùng giới của mình. Gaga kêu gọi người hâm mộ của cô thông qua YouTube liên hệ với các thượng nghị sĩ nhằm nỗ lực lật ngược chính sách này. Tháng 9 năm 2010, cô đã phát biểu tại cuộc biểu tình của Tổ chức Bảo vệ Quyền lợi Pháp lý Quân nhân (Servicemembers Legal Defense Network) ở Portland, Maine. Sau sự kiện này, The Advocate đã gọi cô là "người ủng hộ mạnh mẽ" cho người đồng tính nam và đồng tính nữ.
Gaga xuất hiện tại sự kiện quốc tế Europride dành riêng cho niềm tự hào LGBT diễn ra ở Rome vào tháng 6 năm 2011. Cô đã chỉ trích tình trạng tồi tệ về quyền của người đồng tính ở nhiều quốc gia châu Âu và mô tả người đồng tính là "những nhà cách mạng vì tình yêu". Cùng năm đó, một thiếu niên tên là Jamey Rodemeyer đã nhắc tới cô vài giờ trước khi cậu qua đời. Rodemeyer đã tweet "@ladygaga tạm biệt mẹ quái vật, cảm ơn vì tất cả những gì chị đã làm, mãi mãi ủng hộ" (@ladygaga bye mother monster, thank you for all you have done, paws up forever). Cái chết của Rodemeyer đã thôi thúc Gaga đến gặp Tổng thống Mỹ khi đó là Barack Obama nhằm giải quyết vấn đề bắt nạt người đồng tính ở các trường học Mỹ. Năm 2011, cô còn được tổ chức Universal Life Church Monastery tấn phong làm mục sư để có thể chủ trì hôn lễ cho hai người bạn đồng tính nữ.
Tháng 6 năm 2016, trong buổi cầu nguyện được tổ chức ở Los Angeles nhằm tưởng nhớ các nạn nhân trong vụ tấn công tại hộp đêm đồng tính Pulse ở Orlando, Gaga đã đọc to tên của 49 người thiệt mạng trong vụ tấn công và mở lời phát biểu. Sau đó cùng tháng, Gaga còn xuất hiện trong video tri ân các nạn nhân của vụ tấn công này do Chiến dịch Nhân quyền thực hiện. Cô đã lên tiếng phản đối nhiệm kỳ tổng thống của Donald Trump và lệnh cấm người chuyển giới phục vụ trong quân đội của ông. Cô đã ủng hộ cựu Ngoại trưởng Hillary Clinton ra tranh cử tổng thống năm 2016. Năm 2018, một bản ghi âm nội bộ đã bị rò rỉ từ văn phòng Tổng thống Trump tiết lộ rằng chính quyền của ông muốn thay đổi định nghĩa pháp lý về giới tính nhằm loại trừ người Mỹ chuyển giới ra khỏi luật pháp. Gaga là một trong nhiều người nổi tiếng đã chỉ trích ông và truyền bá chiến dịch #WontBeErased đến 77 triệu người theo dõi của cô trên Twitter. Tháng 1 năm 2019, trong một buổi biểu diễn của chương trình Enigma, Gaga đã chỉ trích Phó Tổng thống Mike Pence vì người vợ Karen Pence của ông đang làm việc tại một trường Cơ đốc giáo có chính sách từ chối nhận học sinh LGBTQ. Gaga gọi ông là "gương mặt đại diện tồi tệ nhất về cái gọi của việc trở thành một tín đồ Cơ đốc". Cô cũng khẳng định "tôi là một người phụ nữ theo Cơ đốc giáo và những gì tôi biết về Cơ đốc giáo là chúng ta không có phân biệt đối xử và mọi người đều được hoan nghênh". Gaga đã có một bài phát biểu chào mừng kỷ niệm 50 năm cuộc bạo loạn Stonewall và những thành tựu của cộng đồng LGBTQ+ tại sự kiện WorldPride NYC 2019 diễn ra bên ngoài quán bar Stonewall Inn. Đó cũng là nơi khai sinh ra phong trào đấu tranh cho quyền lợi của người đồng tính hiện đại.

## Di sản

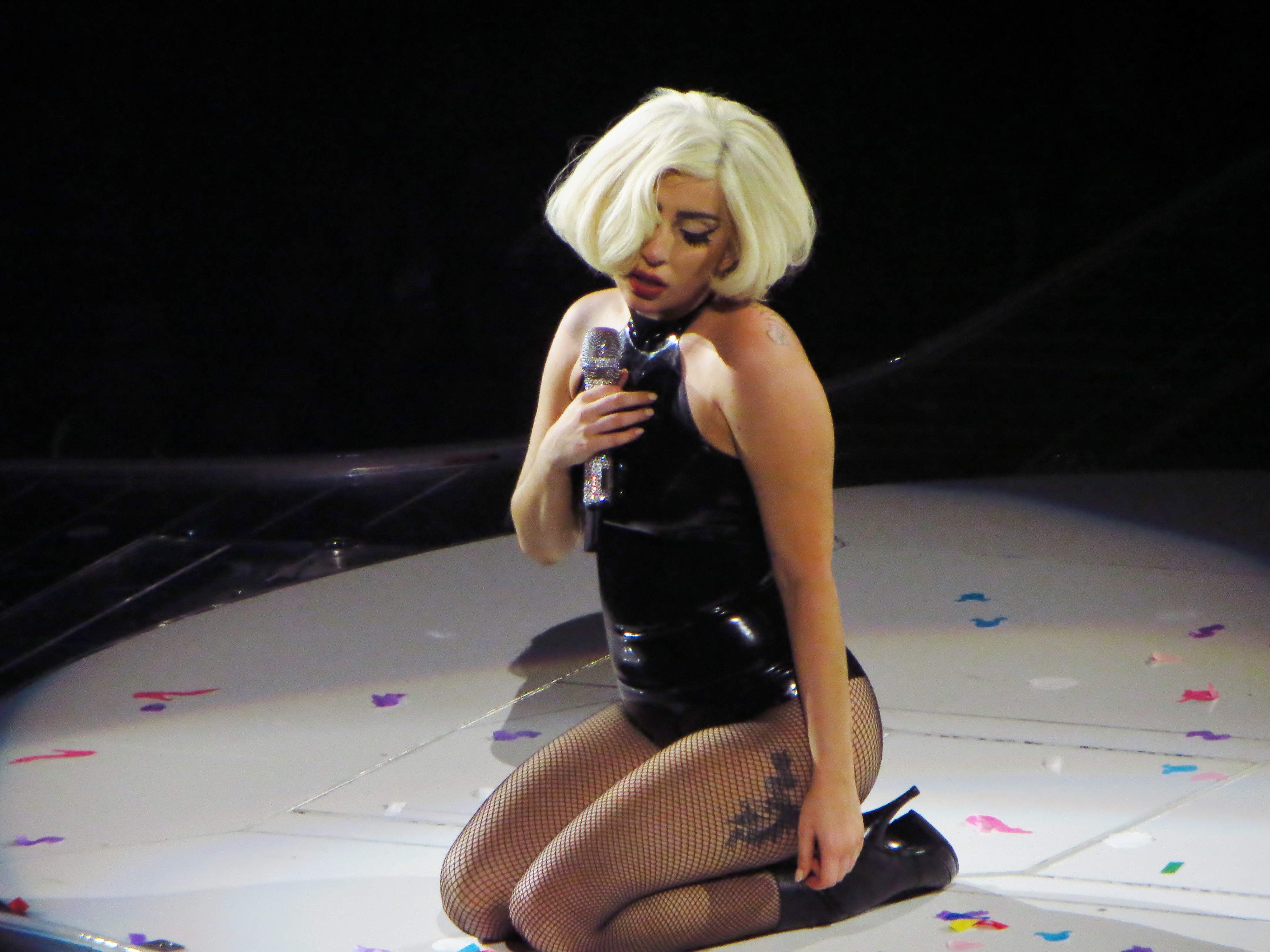
Gaga biểu diễn trong chuyến lưu diễn ArtRave: The Artpop Ball vào năm 2014

Gaga được mệnh danh là "Nữ hoàng nhạc pop" trong một bảng xếp hạng do Rolling Stone thực hiện năm 2011 dựa trên doanh số bán đĩa và các số liệu truyền thông xã hội. Năm 2012, cô đứng thứ tư trong danh sách Những người phụ nữ vĩ đại nhất trong âm nhạc của VH1 và trở thành một phần của triển lãm tạm thời mang tên The Elevated. From the Pharaoh to Lady Gaga, nhân dịp kỷ niệm 150 năm thành lập Bảo tàng quốc gia Warszawa.
Gaga thường được ca ngợi vì biết tận dụng những tranh cãi để thu hút dư luận lẫn truyền thông chú ý đến nhiều vấn đề khác nhau. Theo Frankie Graddon của The Independent, việc Gaga mặc chiếc váy làm từ thịt sống nhằm thể hiện sự chán ghét chính sách "không hỏi, không nói" của quân đội Mỹ đã ảnh hưởng đến phong cách ăn mặc biểu tình trên thảm đỏ. Billboard đã vinh danh cô là "Ngôi sao nhạc pop vĩ đại nhất năm 2009" và khẳng định "nếu chỉ nói rằng sự thăng tiến của cô ấy từ tân binh tới MVP chỉ trong vòng một năm thì vẫn chưa đủ để diễn tả, vì cô ấy không chỉ thành công mà còn thay đổi cả cuộc chơi âm nhạc nhờ vào đam mê không ngừng đổi mới của bản thân cô ấy." Trước sự thành công của The Fame vốn đã từng được Rolling Stone liệt vào danh sách 100 album đầu tay vĩ đại nhất mọi thời đại vào năm 2013, Gaga được ghi nhận là một trong những nhạc sĩ đã giúp phổ biến hóa dòng nhạc synth-pop vào cuối thập kỷ 2000 và đầu thập kỷ 2010.
Theo Kelefa Sanneh của The New Yorker, "Lady Gaga đã mở đường cho các ngôi sao nhạc pop cá tính bằng việc xem danh tiếng của chính mình như một dự án nghệ thuật đang phát triển." Sau khi xếp Born This Way vào danh sách 50 album của nữ nghệ sĩ hay nhất mọi thời đại, Rob Sheffield của Rolling Stone cho rằng "thật khó có thể nhớ về một thế giới mà chúng ta chưa từng có Gaga, dù chúng ta khá chắc rằng thế giới đó sẽ nhàm chán hơn rất nhiều". Năm 2015, Time cũng nhận định cho rằng Gaga "thực sự đã tạo nên kỷ nguyên hiện tại của nhạc pop như một hiện tượng". Một bài viết được công bố trên Psychology of Aesthetics, Creativity, and the Arts vào năm 2017 nghiên cứu về mô hình cấu trúc trong giai điệu của các ca khúc gây sâu tai (earworm) đã tổng hợp danh sách bài hát bắt tai nhất dựa trên sự tham gia của 3.000 người, trong đó "Bad Romance", "Alejandro" và "Poker Face" của Gaga lần lượt đứng ở vị trí số một, tám và chín. Năm 2018, NPR đã vinh danh Gaga là nữ nghệ sĩ có ảnh hưởng thứ hai trong thế kỷ 21, nhấn mạnh rằng cô là "một trong những nghệ sĩ lớn đầu tiên của 'thời đại Internet'". Gaga và tác phẩm của cô đã ảnh hưởng đến nhiều nghệ sĩ khác nhau bao gồm Miley Cyrus, Nicki Minaj, Ellie Goulding, Halsey, Jennifer Lopez, Beyoncé, Nick Jonas, Sam Smith, Noah Cyrus, Katherine Langford, MGMT, Allie X, Greyson Chance, Cardi B, Rina Sawayama, Blackpink, Madison Beer, Ren của NU'EST, Slayyyter, Bebe Rexha, Bree Runway, Celeste, Kim Petras, Jojo Siwa, Pabllo Vittar, Ava Max, Doja Cat, Chaeyoung của Twice, Kanye West, Rachel Zegler, SZA, Raye, Grace Gaustad, và Laufey.
Nhằm vinh danh Gaga, tên của cô được sử dụng để đặt cho một chi dương xỉ mới mang tên Gaga gồm hai loài là G. germanotta và G. monstraparva. Riêng tên gọi monstraparva được dùng để ám chỉ đến những người hâm mộ Gaga, tự xưng là Little Monsters, vì biểu tượng của họ là bàn tay "móng vuốt quái vật" dang rộng giống như cách mà một chiếc lá dương xỉ non được cuộn chặt rồi bung ra. Ngoài ra, tên của Gaga còn được đặt cho một loài côn trùng trông như "quái vật" có tên khoa học là Kaikaia gaga. Cô thậm chí còn được tôn vinh bằng cách đặt tên cho một loài động vật có vú đã tuyệt chủng là Gagadon minimonstrum, và một loài ong ký sinh Aleiodes gaga.
Tại Đài Trung, Đài Loan, ngày 3 tháng 7 được chọn là "Ngày Lady Gaga" nhân kỷ niệm ngày Gaga lần đầu đến thăm đất nước này vào năm 2011. Nhằm kỷ niệm 10 năm phát hành album Born This Way và tầm ảnh hưởng văn hóa mà nó đã tạo ra, vào tháng 5 năm 2021, thị trưởng thành phố West Hollywood Lindsey P. Horvath đã trao chìa khóa của thành phố (key to the city) cho Gaga và tuyên bố ngày 23 tháng 5 là "Ngày Born This Way". Một bức họa đường phố phiên bản lá cờ lục sắc của Daniel Quasar có ghi tựa đề album này đã được ra mắt trên Đại lộ Robertson như một lời tri ân dành cho album và cách nó đã truyền cảm hứng cho cộng đồng LGBT trong suốt nhiều năm qua.

## Thành tựu
Gaga đã giành được 14 giải Grammy, 1 giải Oscar, 2 giải Quả cầu vàng, 1 giải BAFTA, 3 giải Brit, 16 Kỷ lục Guinness thế giới, và giải thưởng Biểu tượng Đương đại của Đại sảnh Danh vọng Nhạc sĩ. Cô còn được trao tặng giải Nghệ sĩ Trẻ của Giải thưởng Nghệ thuật Quốc gia vinh danh cô là một trong số những người đã thể hiện được thành tích và khả năng lãnh đạo ngay từ sớm trong sự nghiệp. Ngoài ra, Gaga nhận được giải thưởng Nghệ sĩ Jane Ortner từ Bảo tàng Grammy vào năm 2016, và giải của Ủy ban Quốc gia về Phê bình Điện ảnh cho Nữ diễn viên chính xuất sắc nhất vào năm 2018. Hội đồng các nhà thiết kế thời trang Hoa Kỳ (CFDA) đã trao tặng Gaga giải thưởng Biểu tượng thời trang. Năm 2019, Gaga trở thành người phụ nữ đầu tiên giành được giải Oscar, giải BAFTA, giải Quả cầu vàng và giải Grammy trong cùng một năm nhờ việc cô tham gia sáng tác album nhạc phim Vì sao vụt sáng. Tại giải Video âm nhạc của MTV năm 2020, cô được trao tặng giải Tricon lần đầu tiên, nhằm tôn vinh những thành tựu của cô trong ba (hoặc nhiều) lĩnh vực giải trí khác nhau.
Billboard công nhận Gaga là Ngôi sao nhạc pop vĩ đại nhất năm 2009 và được đề cử danh dự vào năm 2010 và 2011, cũng như là Người phụ nữ của năm 2015. Gaga đã liên tục xuất hiện trên bảng xếp hạng Nghệ sĩ của năm (đạt ngôi vị quan trọng vào năm 2010) và đứng thứ 11 trên bảng Xếp hạng Nghệ sĩ hàng đầu của thập niên 2010 theo tạp chí này. Cô cũng là nghệ sĩ giữ vị trí quán quân lâu nhất trên bảng xếp hạng Dance/Electronic Albums của Billboard với 244 tuần, còn The Fame (2008) của cô thì nắm giữ kỷ lục album có số tuần đứng đầu bảng xếp hạng này nhiều nhất với tổng cộng 175 tuần không liên tiếp. Album Born This Way (2011) của Gaga từng được góp mặt trong danh sách 500 Album vĩ đại nhất mọi thời đại của Rolling Stone vào năm 2020, đồng thời ca khúc "Bad Romance" cùng với video âm nhạc của nó cũng được đưa vào danh sách 500 bài hát vĩ đại nhất mọi thời đại và 100 video âm nhạc vĩ đại nhất mọi thời đại của tờ Rolling Stone vào năm 2021. Năm 2023, tạp chí này đã xếp Gaga vào danh sách 200 ca sĩ vĩ đại nhất mọi thời đại.
Với doanh số ước tính là 170 triệu đĩa tính đến năm 2018, Gaga là một trong những nghệ sĩ âm nhạc bán chạy nhất thế giới và đã sản xuất một số đĩa đơn bán chạy nhất mọi thời đại. Tính đến năm 2022, Gaga đã thu về hơn 689,5 triệu USD doanh thu từ các chuyến lưu diễn và buổi lưu trú hòa nhạc với sự tham gia của 6,3 triệu khán giả. Cô trở thành người phụ nữ thứ năm vượt qua mốc nửa tỷ USD theo báo cáo từ Billboard Boxscore và nhận được giải thưởng Pollstar cho Nghệ sĩ lưu diễn nhạc Pop của thập niên 2010. Cô đứng thứ 18 trong danh sách nghệ sĩ có doanh số bán đĩa kỹ thuật số hàng đầu tại Hoa Kỳ với 87,5 triệu đơn vị tương đương được chứng nhận theo Hiệp hội Công nghiệp Ghi âm Hoa Kỳ (RIAA), và trở thành người phụ nữ đầu tiên được chứng nhận Giải Kim cương Kỹ thuật số từ RIAA. Ngoài ra, Gaga còn là một trong số ít nghệ sĩ có tối thiểu ba bài hát được chứng nhận Kim cương ("Bad Romance", "Poker Face" và "Just Dance"), đồng thời là nghệ sĩ đầu tiên và duy nhất có hai ca khúc vượt mốc bảy triệu lượt tải xuống ("Poker Face" và "Just Dance"). Năm 2020, cô trở thành nữ nghệ sĩ đầu tiên có bốn đĩa đơn ("Just Dance", "Poker Face", "Bad Romance" và "Shallow") bán được ít nhất 10 triệu bản trên toàn cầu.
Theo kỷ lục Guinness thế giới, Gaga là người được theo dõi nhiều nhất trên Twitter từ năm 2011 đến năm 2013, là người nổi tiếng nhất năm 2013, và là ngôi sao nhạc pop quyền lực nhất năm 2014. Cô được xếp vào danh sách 100 người nổi tiếng quyền lực nhất thế giới của Forbes từ năm 2010 đến năm 2015 và sau đó từ năm 2018 đến năm 2020, trong đó đứng đầu danh sách vào năm 2011. Gaga kiếm được 62 triệu USD, 90 triệu USD, 52 triệu USD, 80 triệu USD, 33 triệu USD và 59 triệu USD từ năm 2010 đến năm 2015, 50 triệu USD, 39 triệu USD và 38 triệu USD từ năm 2018 đến năm 2020. Cô còn xuất hiện trong danh sách Người phụ nữ quyền lực nhất thế giới của Forbes từ năm 2010 đến năm 2014. Tạp chí Time đã vinh danh Gaga là một trong 100 người có ảnh hưởng nhất trên thế giới vào năm 2010 và 2019, và xếp cô đứng thứ hai trong cuộc thăm dò ý kiến độc giả về những người có ảnh hưởng nhất trong 10 năm qua của tạp chí này vào năm 2013.
Tháng 3 năm 2012, Gaga đứng thứ tư trong danh sách ngôi sao kiếm nhiều tiền nhất năm 2011 của Billboard với thu nhập 25 triệu USD gồm doanh thu từ album Born This Way và chuyến lưu diễn Monster Ball Tour của cô. Trong năm tiếp theo, cô đứng đầu danh sách ngôi sao kiếm nhiều tiền nhất dưới 30 tuổi của Forbes và cô cũng đã từng đứng đầu danh sách này vào năm 2011. Tháng 2 năm 2016, tạp chí này ước tính giá trị tài sản ròng của cô là 275 triệu USD. Tháng 12 năm 2019, Gaga được xếp vào vị trí thứ 10 trong danh sách nghệ sĩ kiếm nhiều tiền nhất thập kỷ của Forbes với thu nhập 500 triệu USD trong thập niên 2010. Cô là nữ nhạc sĩ có thu nhập cao thứ 4 trong danh sách này.

## Danh sách đĩa nhạc
| Album phòng thu solo - The Fame (2008) (được tái phát hành vào năm 2009 với tên The Fame Monster) - Born This Way (2011) - Artpop (2013) - Joanne (2016) - Chromatica (2020) - Mayhem (2025) | Album phòng thu hợp tác với Tony Bennett - Cheek to Cheek (2014) - Love for Sale (2021) Album nhạc phim - A Star Is Born (với Bradley Cooper) (2018) - Top Gun: Maverick (với Lorne Balfe, Harold Faltermeyer và Hans Zimmer) (2022) - Harlequin (2024) - Joker: Folie à Deux (với Joaquin Phoenix) (2024) |

## Lưu diễn và hòa nhạc lưu trú
| Chủ trì - The Fame Ball Tour (2009) - The Monster Ball Tour (2009–2011) - The Born This Way Ball (2012–2013) - ArtRave: The Artpop Ball (2014) - Joanne World Tour (2017–2018) - The Chromatica Ball (2022) | Đồng chủ trì - Cheek to Cheek Tour (với Tony Bennett) (2014–2015) Hòa nhạc lưu trú - Lady Gaga Live at Roseland Ballroom (2014) - Lady Gaga Enigma + Jazz & Piano (2018–2024) |

## Danh sách phim
| Điện ảnh - Machete Kills (2013) - Sin City: A Dame to Kill For (2014) - Vì sao vụt sáng (2018) - Gia tộc Gucci (2021) - Joker: Điên có đôi (2024) | Truyền hình - Truyện kinh dị Mỹ: Khách sạn (2015–2016) - Truyện kinh dị Mỹ: Thuộc địa Roanoke (2016) |